# Federsee
Der Federsee bei Bad Buchau im oberschwäbischen Landkreis Biberach ist mit einer Fläche von 1,4 km² der zweitgrößte See in Baden-Württemberg. Er liegt inmitten des mit 33 km² größten zusammenhängenden Moorgebietes Südwestdeutschlands und ist mit ihm der Rest eines einst sehr viel größeren, etwa 50 km² bedeckenden nacheiszeitlichen Sees. Dieser Komplex aus See und Moor stellt heute den Kern des geologischen Federseebeckens dar, das nach Renaturierungsmaßnahmen inzwischen mit seinen früheren Ufern und Inseln eine überragende natur- und kulturhistorische Bedeutung besitzt.
Die heutige Beckenlandschaft ist inzwischen vor allem auch ein Modell für die ökologische Wiederherstellung einer bereits weitgehend zerstörten Naturlandschaft samt ihren botanischen und zoologischen Habitaten und der damit einhergehenden Sicherung und Erforschung uralter Kulturzeugnisse, die seit Mitte des 19. Jahrhunderts nach der Senkung des Seespiegels und der Entwässerung der Moore zutage traten. Die sich dort befindlichen Reste der Pfahlbauten gehören teilweise zum UNESCO-Weltkulturerbe.
Der Federsee und das ihn im zentralen Becken umgebende Moor sind jetzt in einer Fläche von 23,76 km², also zu mehr als zwei Dritteln, geschützt, das Gebiet trägt zudem als Natur- und Europäisches Vogelschutzgebiet Federseeried das Prädikat „Europareservat“ und wurde von der Europäischen Union als Bestandteil des FFH-Gebiets Federsee und Blinder See bei Kanzach in ihr Schutzgebietsnetz „Natura 2000“ aufgenommen.

## Topografie des Beckens und Anliegergemeinden

### Geographie
Das Federseer Ried als Teil des Federseebeckens in Oberschwaben ist ein Naturraum der Haupteinheit 040 Donau-Ablach-Platten im Nördlichen Alpenvorland. Vom Landschaftstyp her handelt es sich um eine Moorlandschaft (moorreiche Kulturlandschaft). Im Handbuch der naturräumlichen Gliederung Deutschlands von Meynen/Schmithüsen (1953–1962) wird das Gebiet als naturräumliche Untereinheit 040.25 Federseebecken bezeichnet.

### Topografie
Ausgehend von der einstigen, von Karlhans Göttlich 1970/1972 festgestellten Grenzen der Moorfläche, weist das Becken nordöstlich einen (von der Seekante gemessenen) sechs Kilometer langen, zu Beginn drei Kilometer breiten, am Ende sehr schmalen (300 m) trichterförmigen Ausläufer auf, nordwestlich einen etwa fünf Kilometer langen, durchgehend schmalen (ca. 300 m) Ausläufer, möglicherweise alte Gletscherzuflusszonen. Nach Westen weitet sich das Becken zu einer etwa einen Kilometer tiefen und nord-südlich drei Kilometer langen Bucht, durch die auch die Kanzach fließt, die 1808/09 zu einem west-östlichen Abflusskanal mit Wehr zur Wasserstandregulierung des Moores ausgebaut wurde und nach knapp 20 km in die Donau mündet. Das weit umfangreichere südliche Federseebecken, mit der einstigen etwa zwei Kilometer langen und maximal ca. 700 m breiten rübenförmigen Insel Buchau an der Westseite, ist sehr viel breiter und topographisch wesentlich geringer gegliedert, zeigt zudem heute auch am wenigsten einen Moorcharakter. Bei einer anfänglichen Breite von vier Kilometer läuft es nach etwa sieben Kilometer in einem Zipfel aus, von dem ein kleiner westlich abzweigender, etwa zwei Kilometer langer Ausläufer zur Schussenquelle führt. Das östliche Ufer war einst relativ steil, so dass sich die meisten frühen Siedlungen am flachen, reich durch Buchten und Halbinseln gegliederten westlichen Ufer konzentrierten.

### Ortschaften

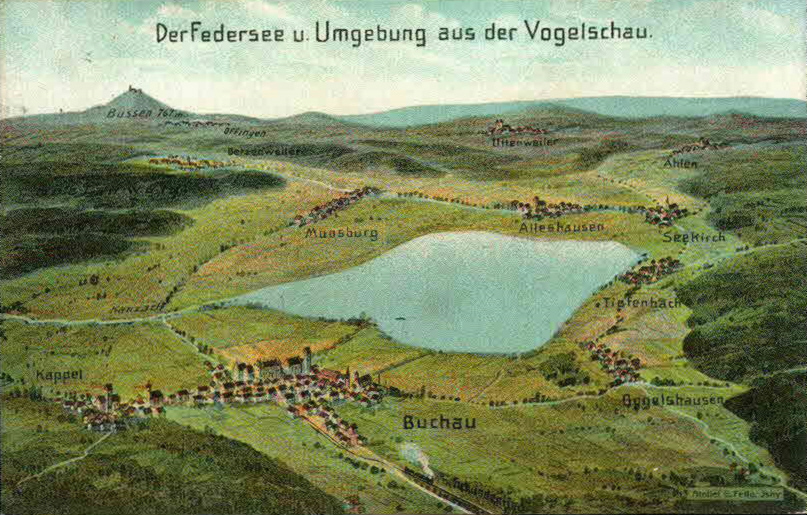
Postkartenansicht des mittleren und nördlichen Federseebeckens aus dem frühen 20. Jh. Im Unterschied zum etwas kleineren Luftbild ist hier am linken Bildrand noch Bad Buchau mit Kappel zu sehen, am rechten Oggelshausen.

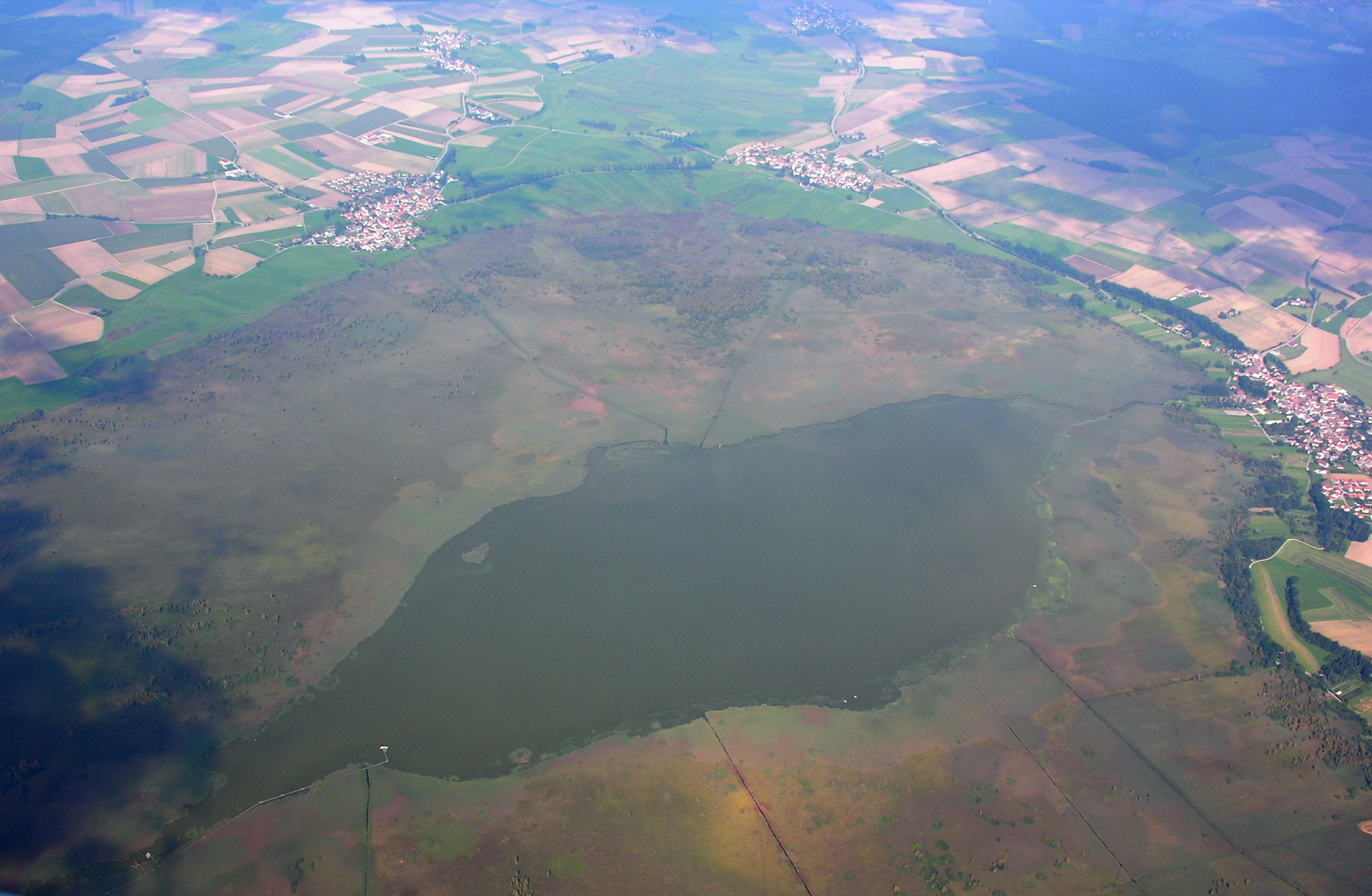
Ähnlicher Ausschnitt, modernes Luftbild. Die geraden Linien sind die zahlreichen Entwässerungskanäle der beiden Seefällungen. Die Riedfläche ist am bräunlichen Ton zu erkennen. (Die großen diffusen dunkelblauen Flächen an den Abbildungsrändern sind Wolkenschatten, keine Wasserflächen.)

Am Federsee liegen Bad Buchau, Moosburg mit Brackenhofen, Alleshausen, Seekirch, Tiefenbach und Oggelshausen. Auch Kanzach, Allmannsweiler, Betzenweiler und Dürnau werden zum Federseegebiet gezählt.
Die nebenstehende Abbildung des Federseebeckens aus dem frühen 20. Jahrhundert zeigt – damals war die Seefläche mit 1,52 km² (1911) noch um ca. 15–20 % größer als heute – mit Ausnahme des südlichen Endes alle Anliegergemeinden und Orte der näheren Umgebung. Die den Federsee umgebenden hellgrünen Gebiete sind durchweg bestehendes oder ehemaliges Moor/Ried (der Begriff „Ried“ bezeichnet in Süddeutschland vor allem den oberirdischen Bewuchs eines Moores, vgl. niederdeutsch Reet). Die Ortschaften und Gehöfte (in Klammer dahinter jeweils wichtige urgeschichtliche Fundstätten) liegen entweder
- wie Bad Buchau auf einer mineralischen, also nicht durch Moorboden, sondern Gestein gebildeten Insel, die früher durch einen Bohlendamm mit dem Land (Ortsteil Kappel) verbunden war,
- wie Alleshausen, Seekirch, Kappel, Kanzach, Henauhof, Seelenhof, Vollochhof und Moosburg auf teils halbinselartigen, von Alt- und Jungmoränen gebildeten Landvorsprüngen oder
- wie Oggelshausen, Ahlen und Tiefenbach auf ebensolchen Landkanten, also früheren Ufern des damals sehr viel größeren Sees.
- Die Orte in den umgebenden Hügeln wie Uttenweiler oder Bad Schussenried liegen auf Moränenboden.

Im Uhrzeigersinn sind dies beginnend rechts oben:
- Nordöstliches Ried: Ahlen (Ahwiesen), Alleshausen (Riedwiesen), Seekirch (Achwiesen). Diese und die Stationen Hartöschle, Ödenahlen, Stockwiesen, Grundwiesen, Floßwiesen, Innere Wiesen und Täschenwiesen befinden sich an diesem langen, trichterförmigen nordöstlichen Ausläufer des Beckens.
- Nordwestliches Ried: Am nördlichen Ende dieses sehr schmalen Ausläufers liegt Betzenweiler.
- Zentrales Ried. mit dem Federsee in der Mitte: Am Rande liegen (im Uhrzeigersinn) Tiefenbach, Oggelshausen, Bad Buchau (auf der gleichnamigen einstigen Insel). Der Insel gegenüber am früheren Ufer liegt Kappel mit den Stationen Torwiesen und Bachwiesen zwischen den beiden Orten auf altem Moorgrund.
- Westliches Ried: Kanzach, Moosburg (auf einer mineralischen Halbinsel) sowie der Station Vollochhof und Seelenhofer Ried.
- Südliches Ried: Fehlt hier bis auf seine nördliche Hälfte mit Buchau in der Abbildung. Dort liegen allerdings keine größeren Ortschaften, jedoch die frühen Fundstellen: Henauhof (auf einer mineralischen Halbinsel am westlichen Beckenende), dazu außerhalb des Südendes Bad Schussenried mit der Schussenquelle und den Stadtteilen Aichbühl und Reichenbach. Die Fundorte Riedschachen, Ödenbühl, Dullenried, Egelsee und Taubried (alle außer der ersten noch im Bereich der Abbildung) befinden sich ebenfalls im südlichen Becken; andere ehemalige Riedflächen sind das Oggelshauser, Wilde und Steinhauser Ried. Für all diese Orte sind Einzelfunde aus unterschiedlichen Zeitzonen zwischen Mittelneolithikum und Hallstattzeit belegt. Auf den westlichen Anhöhen des südlichen Beckens finden sich einige spätbronze- und früheisenzeitliche Fundstellen, vor allem 15 hallstattzeitliche Gräber sowie ein Brandgrab der mittelbronzezeitlichen Urnenfelderkultur.[7]

## Die Menschen des Beckens: Herkunft und Traditionen

### Geistiger Hintergrund

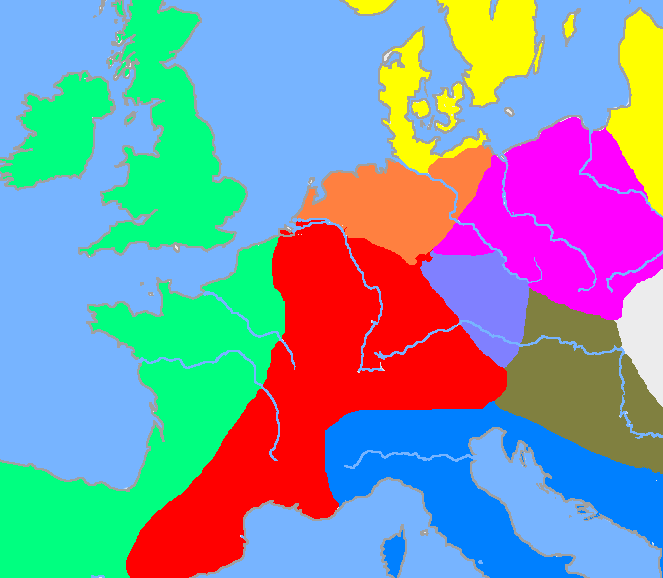
Kulturen der Mittelbronzezeit in Europa um 1200 v. Chr. Das Federseegebiet gehört dabei der hier rot gekennzeichneten Urnenfelderkultur an (auch Hügelgräber-Kultur genannt), die für die sog. „Wasserburg Buchau“ belegt ist.

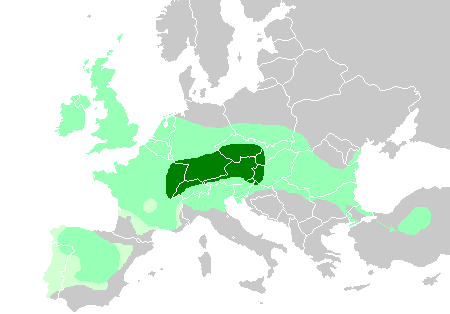
Die eisenzeitlichen Kelten in Europa zwischen 800 und 200 v. Chr. Das dunkelgrüne Kerngebiet der Hallstatt- (vor 500 v. Chr.) und Latènezeit mit der maximalen Ausdehnung um 300 v. Chr. (hellgrün) umfasste auch Oberschwaben mit dem Federsee-Gebiet, wo zahlreiche Hügelgräber der Hallstatt-Zeit in der Umgebung gefunden wurden.

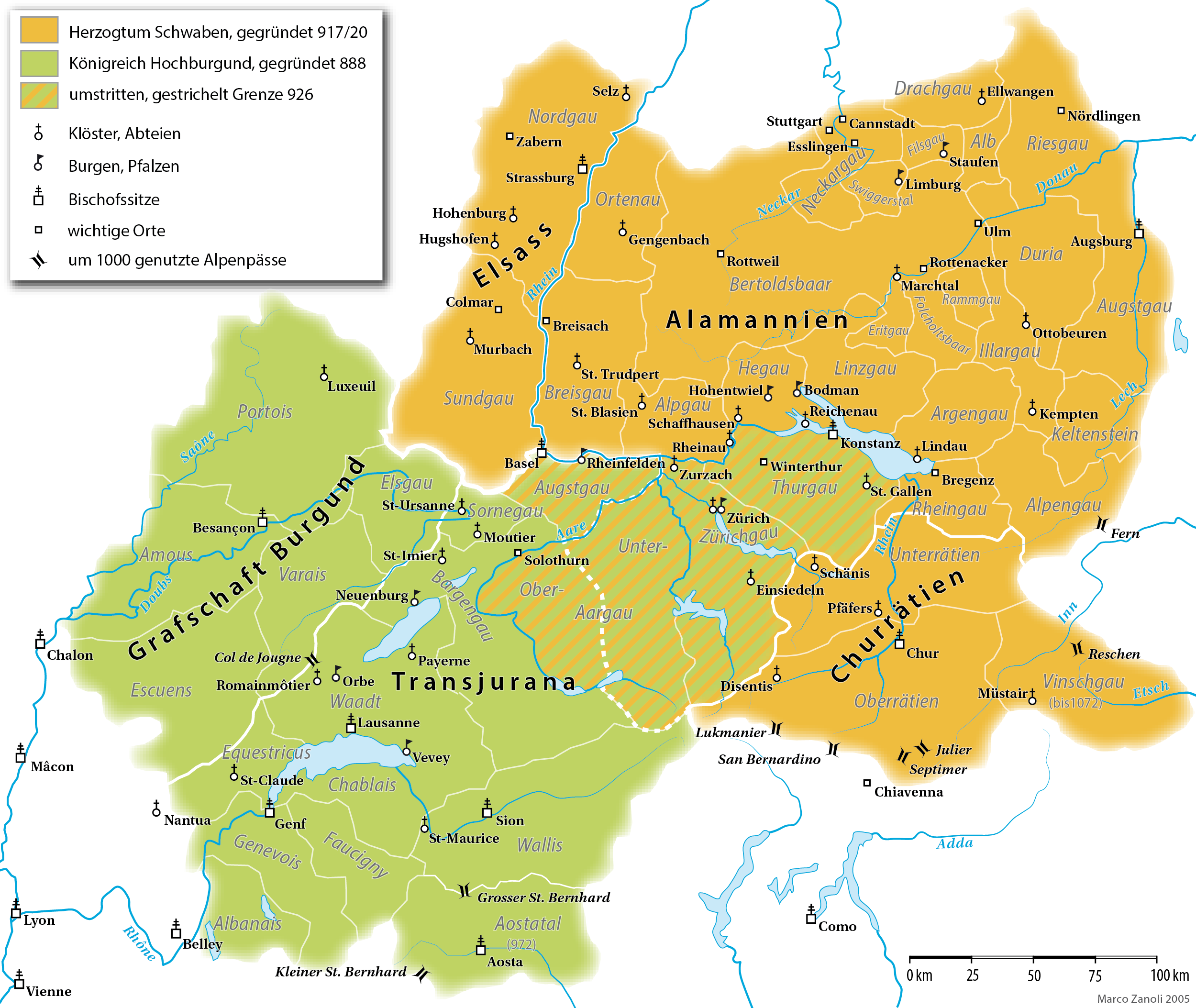
Hochburgund und das Herzogtum Schwaben um 1000 n. Chr. mit Bodensee- und Federseegebiet im Zentrum. Man erkennt hier schon die zahlreich sich überkreuzenden politisch-kulturellen Einflussbereiche, die letztlich auch zum Zerfall des Herzogtums während der Stauferzeit um 1283 führten.

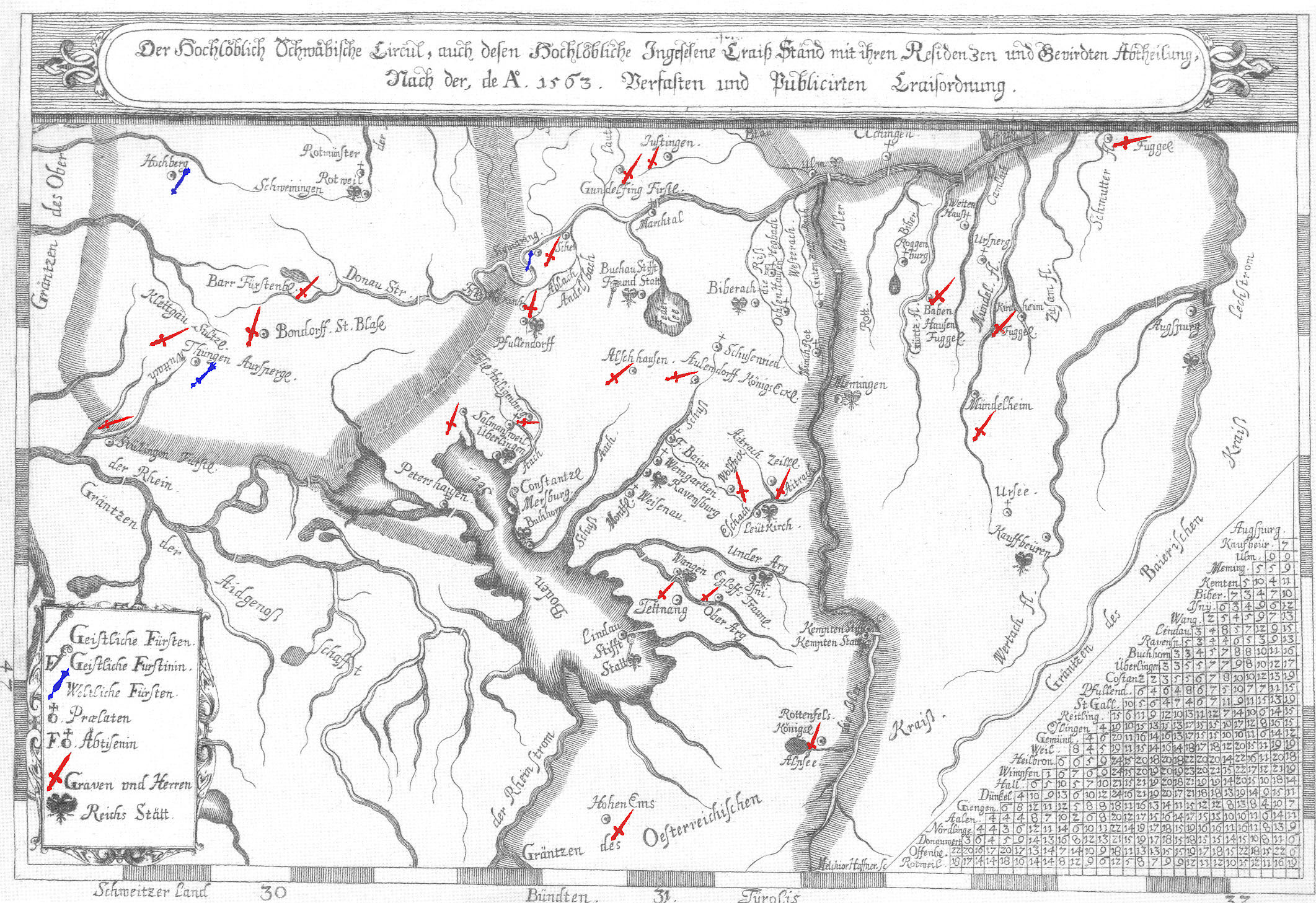
Karte des südlichen Teils des Schwäbischen Kreises mit den geistlichen und weltlichen Kreisständen. Man sieht die politische Zerrissenheit noch zu Beginn der Neuzeit (1563). Kupferstich 1672.

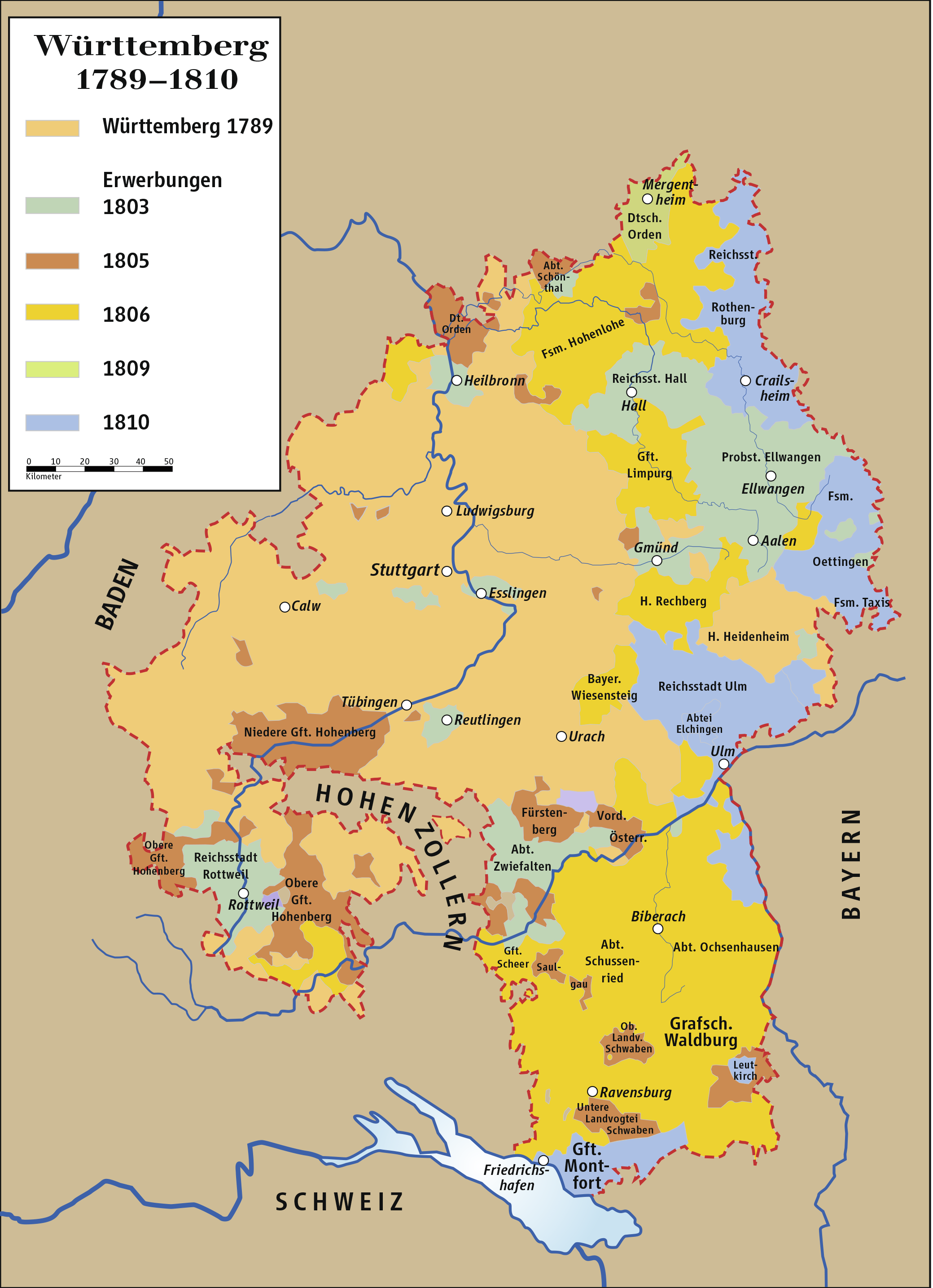
Das Herzogtum Württemberg (später Königreich von Napoleons Gnaden) zwischen 1789 und 1810. Oberschwaben mit Bodensee und Federsee ist nun an den Rand gerückt.

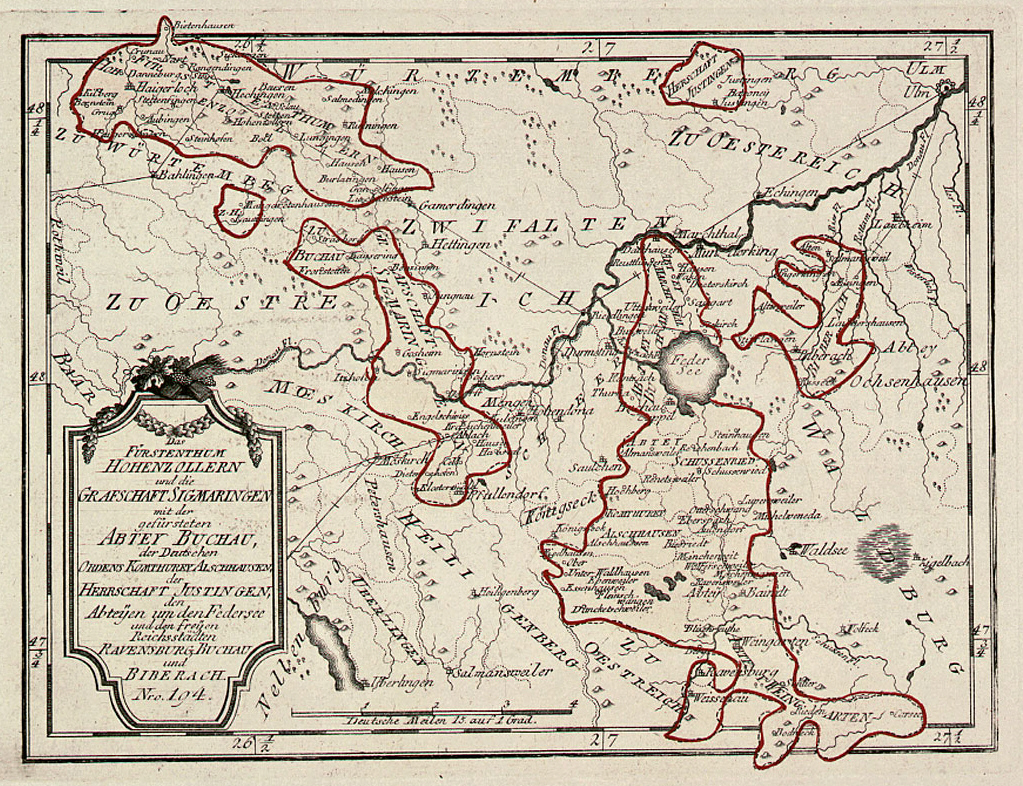
Wie zerrissen das Land politisch war, zeigt diese kleinräumigere Karte von 1793 deutlich. Sie zeigt das Fürstentum Hohenzollern und die Grafschaft Sigmaringen mit der gefürsteten Abtei Buchau, die Deutsche Ordens-Komturei Alschhausen, die Herrschaft Justingen, die Abteien um den Federsee und die freien Reichsstädte Ravensburg, Buchau und Biberach in einem ziemlichen Durcheinander. Der Federsee ist hier nach der ersten Fällung zu sehen, die zunächst das südliche Becken trockenlegte, und er hat noch keineswegs die federartige Gestalt von heute.

Der Charakter einer Kulturlandschaft wird im Gegensatz zu dem einer Naturlandschaft in allerdings unterschiedlichen Anteilen von den dort lebenden Menschen bestimmt. Im Federseegebiet, wo die archäologischen Funde besonders aussagekräftig sind und reichlich anfallen, lässt sich das Wechselspiel zwischen Kultur und Natur deutlich und detailliert verfolgen.
Der Mensch prägte allerdings auch am Federsee bereits seit seiner Zeit als Jäger und Sammler, vor allem aber seit der neolithischen Revolution und der Erfindung der Metallverarbeitung auch ohne solche Denkstrukturen die dortige Landschaft immer stärker. Auf die fast vollständige Landschaftszerstörung im 19. und 20. Jahrhundert folgte die „Landschaftsrettung“ im modernen ökologischen Sinne. Doch unvermeidlich wurde er auch von der Landschaft geprägt, zunächst durch die Überschwemmungen, als der See immer wieder massiv über die Ufer trat und trotz der ausgeklügelten Pfahlbausysteme und Feuchtbodenbauten ganze Kulturen vernichtete.
Der Name bzw. der „Federsee“ selbst, der vermutlich nicht anderes als „Moor-, Sumpf-See“ bedeutet, fand in früheren wissenschaftlichen Veröffentlichungen von zahlreichen Wissenschaftlern wie Leo Frobenius (Kulturgeschichte Afrikas, S. 158–189) und Oswald Spengler (Der Untergang des Abendlandes, S. 131 f., 579 ff.) eine Würdigung. Sie untersuchten die komplexen vor allem in ur- und frühgeschichtlichen Zeit stattfindenden Zusammenhänge. Bei Tomáš Sedláček findet sich dies vor allem unter ökonomischen Gesichtspunkten, etwa in der Ökonomie von Gut und Böse (S. 40 f., 47, 51 f., 56.). Heute beschäftigen sich vor allem Paläoanthropologen und Evolutionsbiologen wie Jonathan Kingdon mit dem Thema der Landschaftsbildung durch den Menschen (Und der Mensch schuf sich selbst. S. 86 ff.).
Gegen Ende der Steinzeit, zu Beginn der Bronzezeit, kam eine andere Angst hinzu und führte zu immer wehrhafteren Bauten: die Angst vor anderen, fremden Menschen und deren Raubgier. Denn die von den Seebewohnern nach und nach gebildeten Gesellschaften hatten sich nun nachweislich schon zu Beginn des 3. Jahrtausends v. Chr. in den endneolithischen Straßendörfern vom Typ Seekirch immer stärker sozial differenziert und dabei Schichten mit immer wohlhabenderen Eliten entwickelt, wie man an der Ausstattung und Anordnung der Bauwerke erkennt. Auf deren Reichtümer richteten sich nun Begehrlichkeiten von außen. Der Angst vor Raub und Überfall und der Angst vor dem Moor und See versuchte man denn auch schon in der frühen Bronzezeit nicht nur durch massive, teils wie in der „Wasserburg Buchau“ aus 15.000 Kieferstangen gefügten Palisaden plus zusätzlicher Holzmauer bestehenden Wehranlagen, sondern auch durch Opfergaben zu begegnen, wie sie in Depotfunden bezeugt sind, selbst durch Menschenopfer, wie sie ausweislich des Schädelfundes an der Wasserburg Buchau (sechs Schädel insgesamt in einem Depot) auch am Federsee praktiziert worden sein dürften, so wie anderswo auch. Und hier nun, in einer der Sagen schlägt der See auch zurück, verteidigt oder rächt die Menschen in seinem Einflussbereich und richtet seine Naturgewalt gegen die Angreifer.

### Historisch-ethnischer Hintergrund
Oberschwaben und das Federseegebiet lagen bereits im Neolithikum im Spannungsfeld nord-südlicher und ost-westlicher Einflüsse, und in seinem Gebiet überkreuzten sich auch die wesentlichen Wander- und Handelswege, die diese Zonen miteinander verbanden. Es ist daher nicht überraschend, dass auch am Federsee im Laufe der Jahrtausende zahlreiche Kulturgruppen und Ethnien gelebt und ihre Spuren hinterlassen haben: von den verschiedenen ur- und frühgeschichtlichen Neolithiker-Kulturen und bronzezeitliche Gruppen über Kelten, Germanen – insbesondere Alamannen – und Römern bis hin zu den fränkischen Merowingern und den Karolingern, mit denen hier die eigentliche Geschichte einsetzt. (Eine genauere tabellarisch-chronologische Aufschlüsselung der einzelnen Kulturgruppen siehe weiter unten.)
Auch die spätere mittelalterliche und neuzeitliche Geschichte Oberschwabens, in die das Federseegebiet eingebettet ist, zeigt wegen der hier besonders ausgeprägten kulturellen und machtpolitischen Überlappungen (Württemberg, Baden, Hohenzollern, Thurn und Taxis, Österreich-Habsburg, Lothringen, Bayern, Salier, Staufer, Welfen, Alte Eidgenossenschaft, Heiliges Römisches Reich) eine große Vielfalt, teils als geistliche Herrschaftsbereiche von Klöstern, teils als Reichsstadt wie Bad Buchau und andere kleinräumige weltliche Herrschaften (Vogteien usw.), teils als Teil des Herzogtums Schwaben und späterer, daraus hervorgegangener politischer Einheiten. All diese haben ihre Spuren nicht nur in der Formung von Natur und Landschaft oder in den von der Archäologie zutage geförderten Zeugnissen und Bauwerken hinterlassen oder in den von der Volkskunde untersuchten regionalen Brauchtümern, sondern hie und da auch in Sprache und Volksgedächtnis.
Die erste dieser Spuren bilden die verschiedenen Orts- und Landschaftsnamen, hier vor allem der des Federsees selbst; die zweite, noch weit nebulösere verbirgt sich in den jahrhunderte-, teils auch jahrtausendealten Sagen. Denn vor allem die Sage ist, so Gero von Wilpert „nicht nur bedeutsames kulturhistorisches Dokument (uralte Gemeinschaftsvorstellungen, Naturgefühl), sondern als Auseinandersetzung mit der erlebten Umwelt ebenfalls Dichtung.“

### Namen und Etymologien

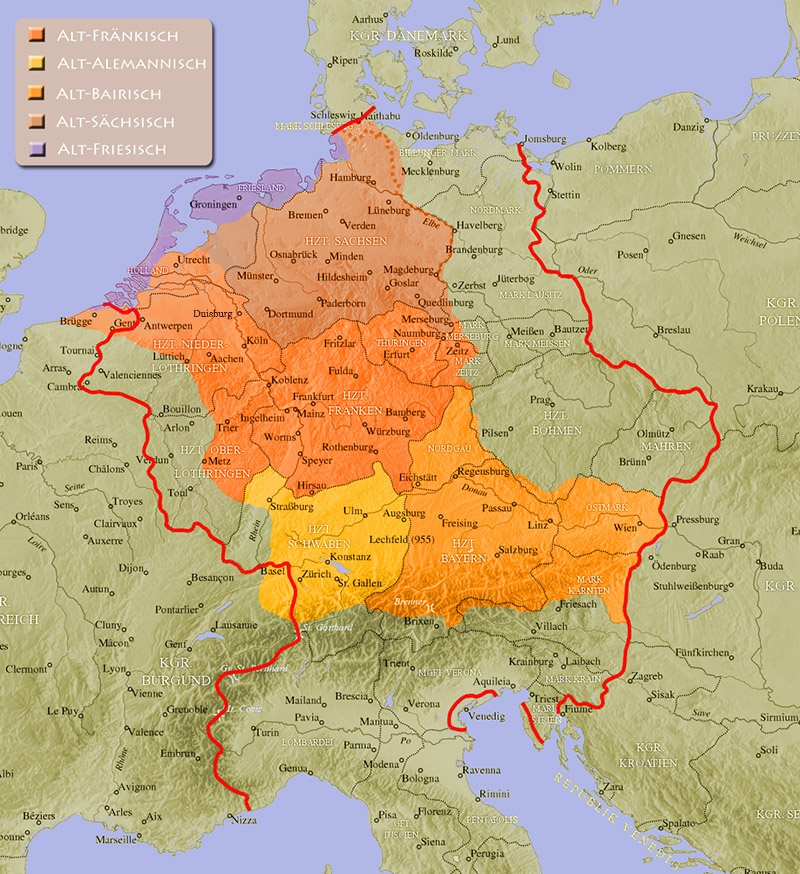
Dialektgeographie des Althochdeutschen im 10. Jahrhundert

Dialektgeographie des Alemannischen im 19. und 20. Jh. Das Gebiet war zuvor für 300 Jahre sprachstabil und hat sich auch verglichen mit der vorigen Karte aus dem 10. Jh. in seiner Ausdehnung kaum verändert, so dass mit einer gewissen sprachlichen Konstanz vor allem auch bei den ohnehin konservativen Ortsnamen gerechnet werden kann, die zu der Heterogenität der politischen Entwicklung der Region in Widerspruch steht (ein sprachhistorisch nicht seltenes Phänomen der Identitätsbewahrung).

Ortsnamen im weitesten Sinne, also auch Flurnamen, Gewässernamen usw., konservieren alte historische und natürliche Gegebenheiten, die heute meist nicht mehr bestehen und daher für die Vergangenheit einer Gegend und der darin lebenden Menschen von oft hoher lokalgeschichtlicher Aussagekraft sind, da sie zusätzliche Informationsquellen jenseits von Archäologie und Naturwissenschaften liefern können.
Vorbemerkung: Wie bei allen Etymologien muss auch hier beachtet werden, dass es mitunter mehrere plausibel scheinende Möglichkeiten gibt, ein Wort sprachgeschichtlich abzuleiten und dass die ersten Belege meist aus dem Mittelhochdeutschen stammen, mitunter auch aus dem Althochdeutschen, dass in ihnen jedoch häufig ältere Sprachzustände, vor allem keltische bewahrt sein können. Auch eine direkte Ableitung der Bedeutung aus dem gegenwärtigen Sprachzustand ist heikel und führt oft zur sogenannten Volksetymologie. Häufig ist es zudem sinnvoll, ähnliche oder gleiche Ortsnamen aus anderen Gebieten bei aller Vorsicht im Einzelnen, vor allem was die Dialektgeographie betrifft, vergleichend heranzuziehen.
Zur Herkunft des Namens „Federsee“, der in lateinischen Texten auch als Lacus plumarius auftaucht – wohl eine gelehrte latinisierende Neubildung aus einem bereits von der Wortherkunft her unverstandenen „Feder-See“ – gibt es mehrere Theorien, vier eher volksetymologische (Nr. 1–4) und eine sprachwissenschaftlich-etymologische (Nr. 5):
1. Die Form des Sees ähnelt heute von oben betrachtet der einer Feder. Dazu müsste man allerdings in der Entstehungszeit des Namens den See aus der Luft gesehen haben, denn vor allem auf Luftbildern fällt diese Ähnlichkeit auf. Zudem hat der See vor seinen Fällungen bei weitem nicht so federartig und eher unregelmäßig, auf alten Darstellungen ein wenig wie ein Klecks ausgesehen und seine Form auch immer wieder einmal geändert.[14]
2. Wegen der großen Zahl der Vögel, die es hier gibt und immer gab. Dies galt und gilt allerdings für viele derartige Gewässer.
3. Eng damit zusammenhängend wird auch die Tatsache als namensgebend diskutiert, dass man eine große Zahl von Federn auf seiner Oberfläche treiben sieht, allerdings nur, wenn man den breiten Schilfgürtel überwunden hat.
4. Analog zu dem federnden Boden, wie er bis heute noch bei Bad Buchau im sog. „Wackelwald“ zu erleben ist, bei dem der Boden samt den Bäumen „federnd“ wackelt, wenn man darauf stampft, denn die Bäume stehen auf dem mitschwingenden Moorboden, entstanden aus der Verlandung des eiszeitlichen Federsees. Früher müssen große Bereiche um den Federsee herum dieses Phänomen gezeigt haben, das in vielen Moorgebieten so ähnlich auftritt.
5. Als am wahrscheinlichsten gilt jedoch die sprachwissenschaftliche Erklärung. Danach stammt der Name vom keltischen Wort pheder ab, das „Marschland, Sumpf, Moor“ bedeutet. Der Name bezieht sich demnach auf den Ursprung des Sees selbst und den der umgebenden Landschaft.[15] Vor allem in Süddeutschland sind alte keltische Gewässernamen wie Rhein, Main, Donau oder Neckar häufig. Auch der früher als „Federach“ überlieferte, aber nicht der mit der von Norden einfließenden „Aach“ zu verwechselnde, heute nicht mehr vorhandene Federbach dürfte diesem Muster folgen. Zu weiteren Deutungen siehe Quelle unter.[16]

Auch die verschiedenen Orts- und Flurnamen (solche, wo wichtige urgeschichtliche Funde gemacht wurden oder Siedlungen bestanden) weisen oft deutlich auf die „feuchte“ Natur des Ortes hin:
- In diesem Sinne sehr häufig sind „wässrige“ Namensbestandteile. wie:
– Au (auch in Henau) zu ahd. ouwa. = „Land am Wasser“; Ah oder Ach, die auf eine gemeingermanische Wurzel *agwijō bzw. ahwō zurückgehen (daraus ahd. aha-, vgl. lat. aqua), die so viel wie „zum Wasser gehörend, fließendes Wasser“ bedeutet und in zahlreichen indogermanischen Sprachen, also auch im Germanischen und Keltischen vorkommen. Mitunter zusammengefallen ist -aha mit dem ahd. gleichlautenden -ahi (aus -ahja), das „Ort, Stelle mit vielen Dingen“ bedeuten kann.[18]
– Allen, Ahlen stehen sprachgeschichtlich evtl. zu Flussnamen mit der Wurzel al-, die über einen großen Teil Europas verbreitet sind (Aller, Ill, Illmenau usw.) und nach dem Indogermanisten Hans Krahe auf eine indoeuropäische Wurzel *el-/*ol- mit der Bedeutung „fließen“ zurückgehen. Der Ort „Ahlen“ ist für 1120 als „Achelum“ belegt.
– Taub in „Taubried“ geht vermutlich auf ein altes keltisches Wort dubr für Wasser zurück (vgl. Tauber).
– Der erste Wortteil von „Kanzach“ ist unklar, der älteste Beleg lautet „canca“ mit unklarer Bedeutung (möglicherweise nach einem Geschlechternamen der dort zeitweise lebenden sog. „Bachritter“, die urkundlich oft als „von Canza“ bezeichnet werden), dem dann offenbar volksetymologisch ein -Ach als Gewässer- oder Ortsbezeichnung angehängt wurde. Möglicherweise entstammt der Name aber auch einem keltisch-gallischen „Kanto“ (vgl. lat. cantus, ein dort aus dem Keltischen entlehntes Wort, niederl. cant, oberdtsch. kanz), das „Kante, Ecke, Rand“ bedeutet. Der Name könnte also mit dem Ried- und Moränenrand zusammen hängen, an dem das Flüsslein entlang fließt.[19]
– „Schussen“-ried, das 1153 mhd. als shuozenried und um 700 als suzzenried urkundlich erwähnt ist, könnte entweder zurückgehen auf mhd. shuz = Aufstauung von Wasser oder auf mhd. suzen = sausen. Da die Schussen südlich von Schussenried die Moränenwälle des sog. „Singener Stadiums“ durchbricht und auf einer Länge von rund neun Kilometern im sog. Schussentobel um etwa 85 Meter fällt, ist wohl die zweite Erklärung am wahrscheinlichsten, vielleicht sind aber auch beide ineinander geflossen. Keltisch hieß der Fluss „Sora“, was so viel wie „Sulzfluss“ bedeutet (also ein Gewässer, das aus „sülzeartigen“ Moorlöchern entspringt, auch eine Weiterentwicklung aus dieser Wurzel ist denkbar, evtl. mit einem möglichen Bedeutungs-Zusammenfall mit der vorangegangenen Wurzel),[20]
– „Floß“, ahd. flōz, in „Floßwiesen“ steht wohl zu „fließen, Fluss“, also das „Schwimmende“, „Nasse“.
- Häufige allgemeine oder spezielle Natur- und Landschaftsbezeichnungen als Namensteile rund um den Federsee, die ebenfalls eher feuchte Gebiete anzeigen, sind Ried, Moor, Moos, Bach, See, Graben, Bruch/bruck (Sumpfland).
– „Reichenbach“ ist für 839 als Rinchinbah bezeugt, im Sinne von „fisch-, wasserreich“. Da es hier alamannische Reihengräber gibt, geht die Ortsgründung wohl auf einen entsprechenden Herrenhof zurück.[21]
– „Dulle“ in Dullenried geht evtl. auf die Bedeutung „Abzugsgraben“ wie in süddtsch. „Dole“ zurück (vgl. ahd. tulli).
– Ob „Öde“ in „Ödenahlen“ die Bedeutung von „leer“ hat, ist unsicher. Allerdings hat es als Wortbestandteile zahlreicher Flur- und Ortsnamen diese Bedeutung (vor allem in Öd(en)hof).
– Öschle in „Hartöschle“ bezeichnet ein hochgelegenes Stück Land in einem Feuchtgebiet. Hart bezeichnet dabei ein bewaldetes Stück (vgl. Spessart, Harz[22]).
–„Riedschachen“: schachen geht zurück auf ahd. scahho, mhd. schache, daraus noch nhd. Schachen für „Waldstück“ (peripherer, archaischer Wortschatz).
- Weitere Naturbezeichnungen sind:
– „Wiesen, Buch-“ (seit dem Endneolithikum die häufigste Baumart der Gegend[23]);
– „Bühl“ für Hügel-/Bergrücken, so in „Aichbühl“ = Eichen auf Hügel (da zahlreiche Orte den Namensteil „Aich“ führen und oft auch Eichenzweige etc. im Wappen führen, ist diese Deutung sicher am wahrscheinlichsten);
– „Stock“- in Stockwiesen geht wohl auf ahd. stoc(h) (Baumstumpf) zurück, bezieht sich auf Stockung und ist ein alter Rodungsname. Ein Bezug zu „stocken“ im Sinne von „stillstehendem Wasser“ ist eher weniger wahrscheinlich.[24] Stockach und Stöckach sind häufige Ortsnamen, mitunter findet sich dabei ein Wappen mit einem Ast.
- Eigennamen: Häufig vor -weiler, -hausen, -bach.
– Sie finden sich in „Uttenweiler“, das entweder auf einen Siedler namens „Uto“[25] oder auf eine Selige Uta zurückgeht. Es gibt in Süddeutschland, Österreich und der Schweiz mehrere Orte mit Utten. In Uttenheim (Gais) etwa geht Utten auf den bajuwarischen Namen „Uota“ zurück. Eine solche „Uota“ ist als Mitglied des altbayrischen Herrscherhauses der Agilolfinger historisch bezeugt.
– Andere Ortsbezeichnungen könnten ebenfalls ihren Ursprung in alten lokalen Adelsnamen haben, so vermutlich Tiefenbach, das bereits 1277 als Tiuffenbach urkundlich in Zusammenhang mit einer allerdings nicht nachweisbaren Familie von Ortsadligen erwähnt wird, und dann 1353 bei der ersten urkundlichen Erwähnung des Ortes als Tuffenbach auftaucht, mit einem „tiefen Bach“ also möglicherweise nichts zu tun hat (obwohl mhd. tiuf/tief durchaus „tief“ bedeutet).
– Ähnlich komplexe Sprachentwicklungen machten auch Betzenweiler, Dürnau und Allmannsweiler durch;
– – „Allmannsweiler“ ist 1268 als „Albinswil“ („Weiler des Albin“, wohl ein alamannischer Siedler) erstmals erwähnt.[26]
– – „Dürnau“ hat möglicherweise etwas mit dem alten staufischen Adelsgeschlecht der Dürn zu tun oder aber er weist einen entsprechenden Dornen-Bezug auf, da der Ort einen Dornzweig im Wappen führt und 1171 erstmals als „Dornon“ erwähnt wird.
– – „Betzenweiler“ erschien erstmals 817 als „Perahtramnilvillare“ im Besitz des Klosters St. Gallen. (Die Bedeutung ist unklar.)[27][28] Bezeugt ist es 1249 als „Bencewiller“. Dieser Name steht vermutlich im Zusammenhang mit einem ursprünglichen Siedler namens „Benzo“ aus dem 9. Jahrhundert.[29]
- Bauten und Orte:
– „Weiler, Hausen, Hof, Kirch, Kappel“ (Kapelle), „Tor, Burg, Kirch(e)“.
– Der „Seelenhof“ und danach das „Seelenhofer Ried“ haben vermutlich einen Bezug zu einer alten karolingischen Wegekapelle, die hier steht.
– Seekirch ist vermutlich eine merowingische Gründung und 1254 als „Sekilche“ bezeugt. Eine Kirche stand dort bereits zur Zeit Karls d. Gr.[30]
- Relativ unklar sind:
– „Oggelshausen“, zumal es daneben noch ein zu Attenhausen gehörendes Oggelsbeuren gibt, das gelegentlich auch als Oberspeiren auftaucht. Zudem gab es bei Oggelshausen einst auch noch eine Burg Oggelshausen. Falls der in der frühmittelalterlichen Ausbauzeit entstandene Ort nicht auf einen im 7. und 8. Jahrhundert hier mit seiner Sippe sesshaften Alamannen Ogolt zurückgeht,[31] gibt es auch eine ikonographische Deutungsmöglichkeit. Da das Wappen einen balzenden (Auer-)Hahn (mhd. orrehan) auf einem Zweig zeigt, könnte ein schwäbisch-alemannisches „Gockel, Gockler“ bzw. „Jäckel“ (Eichelhäher) hier Pate gestanden haben. Auch der glucksende, kollernde Balzgesang des Auerhahns, der im oberschwäbischen Hügelland und seinen lichten Wäldern damals einen von ihm bevorzugten Lebensraum vorfand und wegen seiner Größe (bis zu 0,9 m) ein begehrtes Jagdwild war,[32] mag hier onomatopoetisch eingewirkt haben (Das Wort „Gockel“ ist ebenfalls so entstanden, vgl. engl. cock, franz. coq usw.[33]).[34]
– Völlig unklar ist „Täschenwiesen“ (zu Tesche = Tasche?). Mögliche alte Bedeutung auch „Inneres“. (Tatsächlich liegt der Ort am Westufer des nordöstlichen Riedausläufers auch in einer starken, halbinselartigen Ausbuchtung.)
– „Alleshausen“: Ob hier ein Bezug zu Wasser besteht, ist wegen der Verbindung mit -hausen, die wie -weiler oft einem Eigennamen folgt, zweifelhaft. Der 1150 als Aleshusin bezeugte Ortsname geht daher möglicherweise auch auf einen frühen Siedler dieses Namens zurück,[35] evtl. auch zu „Adel“ wie in „Albert“ etc. Der Ort wird erstmals 1150 urkundlich als Aleshusin erwähnt, 1254 wird es als Alashusen genannt.
– „Attenhausen“: Das Atten- im Namen könnte wie in Attenhausen (Krumbach) in einem Personennamen Ato seinen Ursprung haben.[36] Ein nahe gelegenes Attenweiler wird 1254 als Sitz von Ortsadel erwähnt. Die Herren von Atinwilare sind von 1254 bis 1296 nachgewiesen. Auch eine Reduktion aus Hatten- wie in vergleichbaren Ortsnamen ist denkbar.
– „Henauhof“: Die Bedeutung des ersten Wortteils Hen(n) (es gibt auch die Schreibung mit Doppel-) ist unsicher. „Henn(en)-Au“? (zu mhd. henne, ahd. henna). Wahrscheinlicher ist aber die Ableitung von dem keltischen kewen = Bergbuckel, denn in der „Beschreibung des Oberamts Riedlingen“ von 1827 heißt es dazu: „Der Hof liegt auf einem Hügel, der sich wie eine Insel aus den Moor- und Sumpfgründen der flachen Umgebung erhebt, und ehemals vermutlich auch von dem Federsee umgeben war. Er gehörte wahrscheinlich zu den ältesten Besitzungen des Stifts. S. Kappel.“ Vgl. dazu auch die analoge Ableitung von Hegau.[37]
– „Egelsee“: Der Name zahlreicher Seen und Orte. „Blutegel“, die bevorzugt in Stillgewässern und Feuchtgebieten leben, sind als Namensgeber denkbar.[38] Eine weitere Ableitung nimmt „Ecksee“ als Ursprung an. Eine dritte, allerdings sehr fragliche Theorie nimmt den Ursprung im Keltischen an, wo er sich auf die heilige Funktion als oft am Grunde von Seen befindliche Eingänge in die keltische Anderswelt bezogen haben könnte: evtl. keltisch agios, griechisch hagios = heilig.[39]
– Ob loch in „Vollochhof“ (auch „Vochenloch“) zu den analogen Endungen -loch (ahd. lōh) wie in „Schwärzloch, Degerloch“ usw. steht, die „Hain, lockerer Wald, Buschland“ bedeuten, ist unsicher (Sprachlich möglich wäre auch ein Dativ „vorm“, also „Hof vor dem Wald“ oder „Hof vom Wald“ (mit Assimilation rm→l). Es gibt zudem ein Obervolloch (auch Altvolloch genannt) und ein Untervolloch, wohin die Mühle von Obervolloch nach der Seefällung verlegt wurde.[40]). Eine Assimilation k→l aus „Volk-“ (ahd. folc) zu „Voll“- (vgl. Volkmar → Vollmar) ist ebenfalls denkbar aber nicht sehr wahrscheinlich.
– „Brackenhofen“: -brack steht entweder zu griech. brágos „Flussaue“ und brochē „Regen, Überschwemmung“ wie in „Brackwasser“ oder zu nhd. „Brache“ (unbestelltes Land), das mit kymrisch (keltisch) *mrag-no- verwandt ist und in etwa die Bedeutung „morsch werdendes Land“ hat.

### Sagen und Legenden
Man kann hier nach der Thematik grob vier Gruppen unterscheiden:
1. Sagen, die sich auf ur- und frühgeschichtliche Erinnerungen beziehen,
2. Sagen mit Bezug auf das magisch-unheimliche Umfeld des Moores und seine metaphysischen Aspekte,
3. Sagen mit christlich-legendärem Hintergrund,
4. Sagen und Märchen, die sich um allgemeines Brauchtum ranken.

Die erste Gruppe ist hier die bei weitem interessanteste, denn wie an vielen derartig geheimnisvoll scheinenden Orten gibt es auch am Federsee Sagen, bei denen hie und da noch alte Überlieferungen hervorschimmern, die auf die ehemaligen Pfahlbaubewohner hinweisen könnten, auch wenn sie christlich eingefärbt sind.
Repräsentativ hierfür ist die Sage von der Stadt im See. Sie erzählt in mehreren Versionen, wie einst dort, wo jetzt der Federsee liegt, vor alten Zeiten eine Stadt war. In der einen Version führten die Einwohner einen gottlosen Lebenswandel, und die Stadt ging deshalb unter. Bei hellem Wetter und niederem Wasserstand sieht man heute noch die Spitze der Kirche aus dem Wasser ragen. Andere wollten auch läuten gehört haben. In diesem See liegt auch eine Insel, mit der man die Leute aufzieht; man sagt dann: „das und das ist auf der Insel Bibbî im Federasai geschehen, und die sieht der zehnte Mann nicht!“ Darauf soll’s lustig hergehen, wie vordem in der untergegangenen Stadt. Diese Sage ist möglicherweise eine alte Erinnerung an die sogenannte „Wasserburg Buchau“, die vor allem durch den NS-Urgeschichtler Hans Reinerth in der NS-Zeit auf der Grundlage dieser Sage zu einer Art „Atlantis“, gar zum „schwäbischen Troja“ hochstilisiert wurde. Interpretiert man den Mythos allerdings nicht im ideologisch motivierten Reinerthschen Sinne, sondern als archetypisches menschliches Erinnerungsmuster etwa nach Carl Gustav Jung, Joseph Campbell und Claude Lévi-Strauss, so findet sich hier vielleicht doch eine Erinnerung an von See-Transgressionen verschlungene Siedlungen, und zwar am ehesten an die letzte bronzezeitliche Siedlung, eben die Wasserburg Buchau, die nach Befunden der reichhaltigen Spülsäume möglicherweise Mitte des 9. vorchristlichen Jahrhunderts im Verlauf der besonders dramatischen Transgression T9 aufgegeben wurde, wonach sich die Bewohner in die bereits bestehende Inselsiedlung zurückzogen, gleichzeitig das Ende aller prähistorischen Feuchtbodensiedlungen überhaupt und damit ein so bedeutendes Ereignis, dass es tiefe Spuren im Gedächtnis der lokalen Bevölkerung hinterlassen haben dürfte.
In einer anderen Version erzählt die Sage ebenfalls, wie vorzeiten im Federsee eine feste Stadt stand. Sie hatte sieben Türme und hohe Mauern, und ihre Einwohner waren nicht sündig, wie in der ersten Fassung, sondern gute Christen, die Gott zu Ehren ein Kirchlein auf ihrer Insel errichtet hatten. Im Laufe der Jahre mehrte sich ihr Wohlstand, und da sie niemandem Böses taten, hatten sie auch keine Feinde. Da erschienen eines Tages viele Kähne auf dem Federsee, und die Inselbewohner erkannten mit Schrecken, dass eine feindliche Kriegsschar sich ihrer Insel näherte. Es waren Heiden, von deren Bluttaten man schon oft mit Grauen gehört hatte. Der Kampf war heftig. Die friedlichen Inselbewohner erlagen den heidnischen Fremden, die zwischen den brennenden Trümmern der eroberten Stadt bis in die Nacht hinein schwelgten und tranken. Allein die Sieger müssen ihre Bluttat mit dem Leben bezahlen. Als die trunkenen Heiden in tiefem Schlaf lagen, begann die Insel zu sinken, und am anderen Morgen sahen die wenigen geretteten Flüchtlinge vom Ufer nur noch die Spitze des Kirchturms aus dem Wasser ragen. Seither schläft die versunkene Stadt im Moore, und nur Auserlesene können zu gewissen Stunden tief unten die Hähne krähen und die Hunde bellen hören.
In beiden Fällen mögen kollektive Erinnerungen an die am Federsee nicht seltenen katastrophalen Überflutungen wie auch an feindliche Überfälle auf die beiden großen Siedlungen der Bronzezeit, die „Siedlung Forschner“ und die „Wasserburg Buchau“, eine Rolle gespielt haben, zumal die Gegend auch nach deren Ende nie völlig menschenleer gewesen, sondern, wie Streufunde und Kleinstsiedlungen ausweisen, regelmäßig besucht worden ist und kontinuierlich ein relativ gut besiedeltes weiteres Umfeld besaß bis hin zur nur zehn Kilometer vom Federsee entfernten keltischen Heuneburg und späteren Keltendörfern, römischen Gutshöfen und alamannischen sowie merowingischen Herrensitzen, so dass eine Kontinuität der lokalen Erinnerung bestanden haben dürfte.
Die zweite Gruppe wird hier von der Federsee-Version der Sage vom Nebelmännle vertreten, einer in ganz Süddeutschland und vor allem am Bodensee verbreiteten Sage. Sie hat eher das geisterhaft Gefährliche, Nebeldurchwaberte, Magische der Gegend in ihrem erzählerischen Zentrum, vor allem den grundlegenden Konflikt, in dem die reale Welt mit der irrealen, magischen steht.
An eher christlich motivierten Sagen und Legenden der dritten Gruppe seien hier beispielhaft die genannt, die sich um Adelindis von Buchau, die Stifterin des Klosters Buchau und ihren Gatten spinnen und die bis heute im Brauchtum von Bad Buchau lebendig sind. (weitere Beispiele siehe unter)
Die vierte Gruppe schließlich, die sich vor allem um lokale und meist bäuerliche Bräuche rankt, ist oft schwankhaft, gleicht in der Erzählstruktur denen in anderen Landesteilen und ist am geringsten Federsee-spezifisch, allenfalls durch die typischen Umgebungsmerkmale.

## Limnologie, Geologie, Landschaftsformen

### Topografische Limnologie
Das Federseebecken ist ein typisches grundwassergespeistes Moorgebiet, dessen Wasserspiegel relativ konstant bleibt, sofern nicht natürliche oder künstliche Abflüsse für eine Entwässerung sorgen. Der See hat nur ein kleines, einschließlich des Moores etwa 70 km² umfassendes Wassereinzugsgebiet. Die Zuflüsse sind unbedeutend. Die Seekircher Aach ist der Hauptzufluss, dazu kommt ein kleiner, von den nordöstlichen Hügeln fließender Bach, der Tiefenbach, der beim gleichnamigen, dem See insgesamt am nächsten gelegenen Ort in den See mündet, und der Mühlbach bei Bad Buchau. Alle diese Bäche waren allerdings bisher in Entwässerungsmaßnahmen einbezogen und werden nun nach und nach renaturiert.
Der Wasserspiegel des heute regulierten und zwischen 60 cm und 2,80 m tiefen Sees (ursprünglich über 6 m) dürfte früher wohl vor allem von Niederschlägen und vom Moorwachstum in der flachen Ausflussschwelle abhängig gewesen sein, durch die die Kanzach heute am westlichen Ende das Seebecken durch einen künstlich angelegten und durch ein Stauwehr regulierten Abfluss verlässt, so dass der Federsee ursprünglich bis auf den damals beim Vollochhof über eine niedrige Abflussschwelle das Becken verlassenden Kanzachbach nur noch den Federbach als Abfluss hatte. Die Kanzach wurde in ihrem heutigen, schnurgeraden Lauf erst 1808/1809 hierher verlegt und kanalisiert, indem sie zu einem west-östlichen Abflusskanal mit Wehr zur Wasserstandregulierung des Moores ausgebaut wurde und nach Aufnahme mehrerer anderer Bäche nach knapp 20 km als kleiner Fluss in die Donau mündet.
Der Federsee befindet sich auf der europäischen Hauptwasserscheide und entwässert sowohl nach Nordwesten in die Kanzach, deren schmales, die Hügel durchziehendes Tälchen eine Verbindung zur Oberen Donau herstellt, als auch nach Südosten über den kanalisierten Federbach in Richtung Rißtal. Ein unterirdischer Abfluss besteht über die am südlichen Rand etwas außerhalb des Federseebeckens liegende Schussenquelle zum Bodensee und damit in das Rheinsystem.

### Geologie und Landschaftsformen
Geologie des mineralischen Beckens: Siehe unten „Seegeschichte“.
Moorgeologie des Beckens: Das große glaziale Becken ist mit Ton ausgekleidet, der in den jüngeren Schichten allmählich in Tonmudden übergeht und von Kalk-Lebermudde überlagert wird. Ab dem späten Glazial wurde Lebermudde abgelagert, ein in hohem Maße gallertartiges und damit elastisches Feinsediment, das die Unebenheit des glazialen Grundes einebnete und große Mächtigkeiten erreichte. Auf dieser Grundlage bildeten sich in den flachen Buchten des nördlichen, westlichen und südlichen Rieds ausgedehnte Niedermoore, die sich schnell in Übergangsmoore verwandelten. Im südlichen Ried entstand ab dem mittleren Subboreal ein Hochmoorschild. Die von zahlreichen Überflutungen gestörten Verlandungsvorgänge führten zu einer kleinräumig differenzierten, vielfach von geologischen Schichtlücken unterbrochenen Schichtung, so dass an keiner Stelle des Moores, auch nicht im Zentrum, eine vollständige Abfolge anzutreffen ist.
Geologie des Umlandes: Die umgebenden Randhöhen der Donau-Ablach-Platten werden von einer leicht gewellten Altmoränen-Flachhügellandschaft gebildet, die aus einem ausgeglichenen Mosaik aus Grundmoräne, Endmoränenzügen und Schotterflächen in ehemaligen Schmelzwasserrinnen besteht. Im Süden schiebt sich im vorderen Bereich der Jungmoräne der zu ihr gehörende Sander bis zum See vor und bildet hier eine flache Schotterebene, die in östlicher Richtung zum Rißtal verläuft. Südlich des gewaltigen Endmoränenzuges erstreckt sich eine typische, noch wenig eingeebnete Jungmoränenlandschaft, die ein kleinteiliges Mosaik aus Hügeln, Kleinseen und Feuchtgebieten bildet. (Zur Paläogeologie und Paläolimnologie s. unten „Geschichte des Sees“.)
Landschaftsformen des Beckens:
Neben Moränenböden und Schotterbereiche am Rand (s. Geologie) finden sich mehrere für alte und bestehende Moorbereiche typische Formen (es handelt sich hier nicht um Sumpfgebiete, die keinen Torf entwickeln):
- Feuchtwiesen: Feuchtwiesen sind ökologisch sehr wertvolle Lebensräume für viele Sumpfvögel. So sind hier der Große Brachvogel, die Bekassine, Kiebitz und Wiesenpieper oft zu sehen. Für alle diese Tiere ist Ruhe besonders wichtig.
- Streuwiesen: Streuwiesen sind Niedermoore. Sie haben ihren Namen von der Mahd, die als Streu für den Stall in der Landwirtschaft verwendet wurde. Die nach den Seefällungen auf dem freigelegten ehemaligen Seeboden entstandenen feuchten Wiesen eigneten sich weder zum Ackerbau noch zur Heugewinnung. Der Aufwuchs besteht vor allem aus Sauergräsern, ist eiweißarm und scharfkantig. Streuwiesen umfassen eine weite Fläche des Naturschutzgebietes. Sie sind der artenreichste Lebensraum für die Tierwelt hier, denn da sie sehr spät gemäht wurden, konnten die Wiesenbrüter ihre Jungen aufziehen, Orchideen zu Ende blühen und aussamen. Die Streuwiesen sind inzwischen denn auch wegen ihres geringen ökonomischen Nutzens von der Landwirtschaft aufgegeben worden und werden heute vom Naturschutz gepflegt. Sie drohen allerdings nun durch die natürliche Fortentwicklung zu verbuschen, was mit einem Verschwinden der Tiere der freien Fläche verbunden wäre.
- Niedermoor: Weiter zum See hin erstreckt sich das sehr nährstoffreiche Niedermoor. Die typische Vegetation besteht aus meistens dichtem und hochwüchsigem Bewuchs, die lichtliebende Moose weitgehend verdrängen. Die wichtigsten Vegetationseinheiten sind Erlenbruchwälder, Röhrichte und Großseggenriede. Das Niedermoor liegt anders als die Streuwiesen auf Höhe des Grundwasserspiegels. Das Niedermoor gehört zur Verlandungszone und ist nicht besonders reich an Tier- und Pflanzenarten. Ein typischer Vertreter der Vegetation ist die im Frühling zu sehende Sumpfdotterblume.

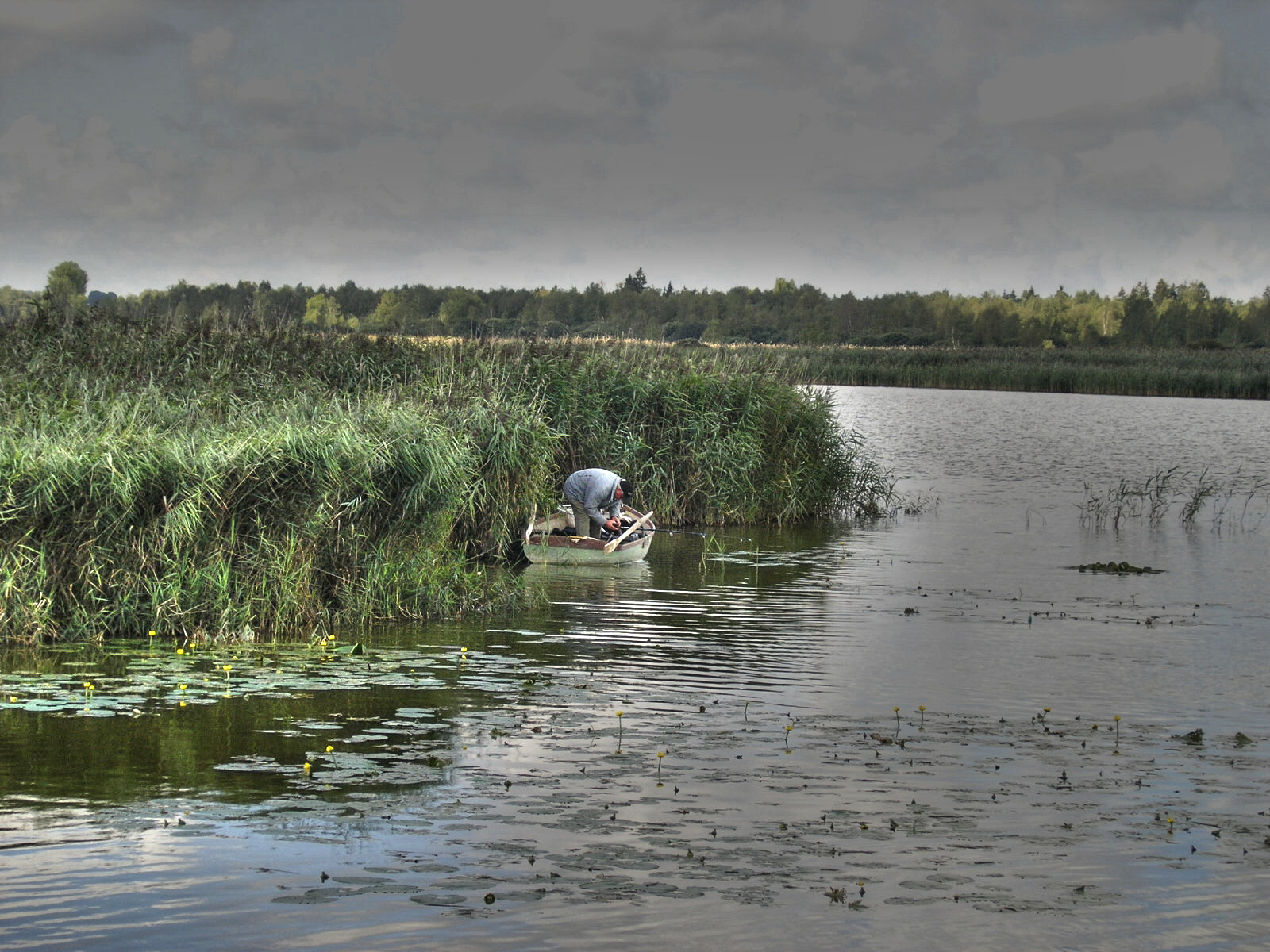
Der den See umgebende breite Schilfgürtel ist fast undurchdringlich

- Übergangsmoor: Für das Übergangsmoor ist ein weiter Schilfgürtel typisch (ca. 250 ha insgesamt). Der geschlossene Schilfgürtel ist einer der wichtigsten Lebensräume in Baden-Württemberg für an Schilf angepasste Arten. Das Schilf bietet Nahrung, Brutmöglichkeiten, Verstecke und außerdem geschützte Schlafplätze. Wo das Schilf optimale Verhältnisse vorfindet, ist es sehr dicht und hoch (bis 4 m). Dadurch verdrängt es andere Pflanzen. Im Herbst sterben die alten Halme ab, sie brechen aber erst im Lauf einiger Jahre zusammen. Das Schilf prägt entscheidend den Charakter des Erscheinungsbildes des Federsees. Insbesondere Brutvögeln bietet das Übergangsmoor einen natürlichen und guten Lebensraum. Vor allem durch die Ungestörtheit der Schilfzone sind vom Aussterben bedrohte Vogelarten noch dort beheimatet. Eine solche Art ist die große Rohrdommel. So beeindruckend dieser Schilfgürtel ist, so verdeutlicht er auf der anderen Seite aber auch die Tragik dieses Sees. Der See verlandet zusehends. Bei diesem Verlandungsprozess hat das Schilf eine nicht unbedeutende Rolle, liefert es doch die ständige „Verlandungsnahrung“.
- Hochmoor: Diese auch als Hochmoor bezeichnete Feuchtzone ist bis auf einen kleinen Rest, 23 ha im „Wilden Ried“, verschwunden, da abgetorft. Regenmoore sind Torflagerstätten ohne Kontakt zum mineralischen Grundwasser. Wasser und Nährstoffe werden ausschließlich durch Niederschläge bestimmt. An ihren Rändern bilden sich oft kleine Moorseen, die dann auch mit dem Grundwasser Kontakt haben können oder auch sogenannte Moorkolke, bei denen dies nicht der Fall ist. Der einstige Egelsee im südlichen Becken dürfte solch ein ausschließlich aus dem Moor gespeistes Gewässer gewesen sein.[48]
- Der Moorurwald: Er ist eine Sonderform, die künstlich geschaffen wurde, als das Banngebiet Staudacher, um 1900 eine offene Riedwiesenlandschaft, vom NABU 1911 zu Naturschutz- und Forschungszwecken gekauft und so jeglichem menschlichen Einfluss entzogen wurde. Heute steht dort ein ausgeprägter Moorurwald, der ausschließlich als Rückzugsraum für Tiere und Pflanzen dient und nicht bewirtschaftet wird. Kranke Bäume und Totholz bleiben im Wald. Holzzersetzer machen die Nährstoffe wieder verfügbar. Der Nährstoffkreislauf bleibt intakt. Hier kann man eine außergewöhnliche Arten- und Strukturvielfalt beobachten: Es gibt eine reichhaltige Kraut- und Strauchschicht, darüber Bäume verschiedener Arten und unterschiedlichen Alters. Typische Gehölze sind Moorbirke, Faulbaum und Kriechweide, daneben Fichte, Kiefer und Grauweide, aber auch die seit der Eiszeit hier wachsende Strauch-Birke.

An Vögeln finden hier vor allem Rotkehlchen, Grasmücken und andere Singvögel Nahrung, Versteck und Brutplätze. In morschen Stämmen leben unzählige Holz fressende Insektenlarven, die Bunt- und Kleinspecht als Nahrung dienen. In verlassenen Spechthöhlen leben Meisen, Kleiber, Eulen, Hohltauben, Siebenschläfer, Wildbienen und Fledermäuse. Der Moorurwald bildet demnach ein außerordentlich eng verzahntes Biotop, das sich so nur wieder entwickeln konnte, weil menschliche Einflussnahme strikt unterbunden ist.

## Flora und Fauna
Als typischer Flachsee ist der Federsee Lebensraum für viele an warme, nährstoffreiche Gewässer angepasste Arten. Aufgrund seiner geringen Tiefe gelangt das Sonnenlicht bis auf den Boden, so dass sich eine üppige Wasservegetation entwickeln kann. Die Ufer sind durch Buchten reich gegliedert und daher begehrte Brutreviere für Vögel und Fische. Durch das Mosaik an verschiedensten, eng verzahnten Lebensräumen findet so eine Vielzahl an Tier- und Pflanzenarten geeignete Bedingungen am Federsee. (Genannt sind hier vor allem am oder im Wasser bzw. in Mooren oder entsprechenden Feuchtgebieten lebende Arten.)

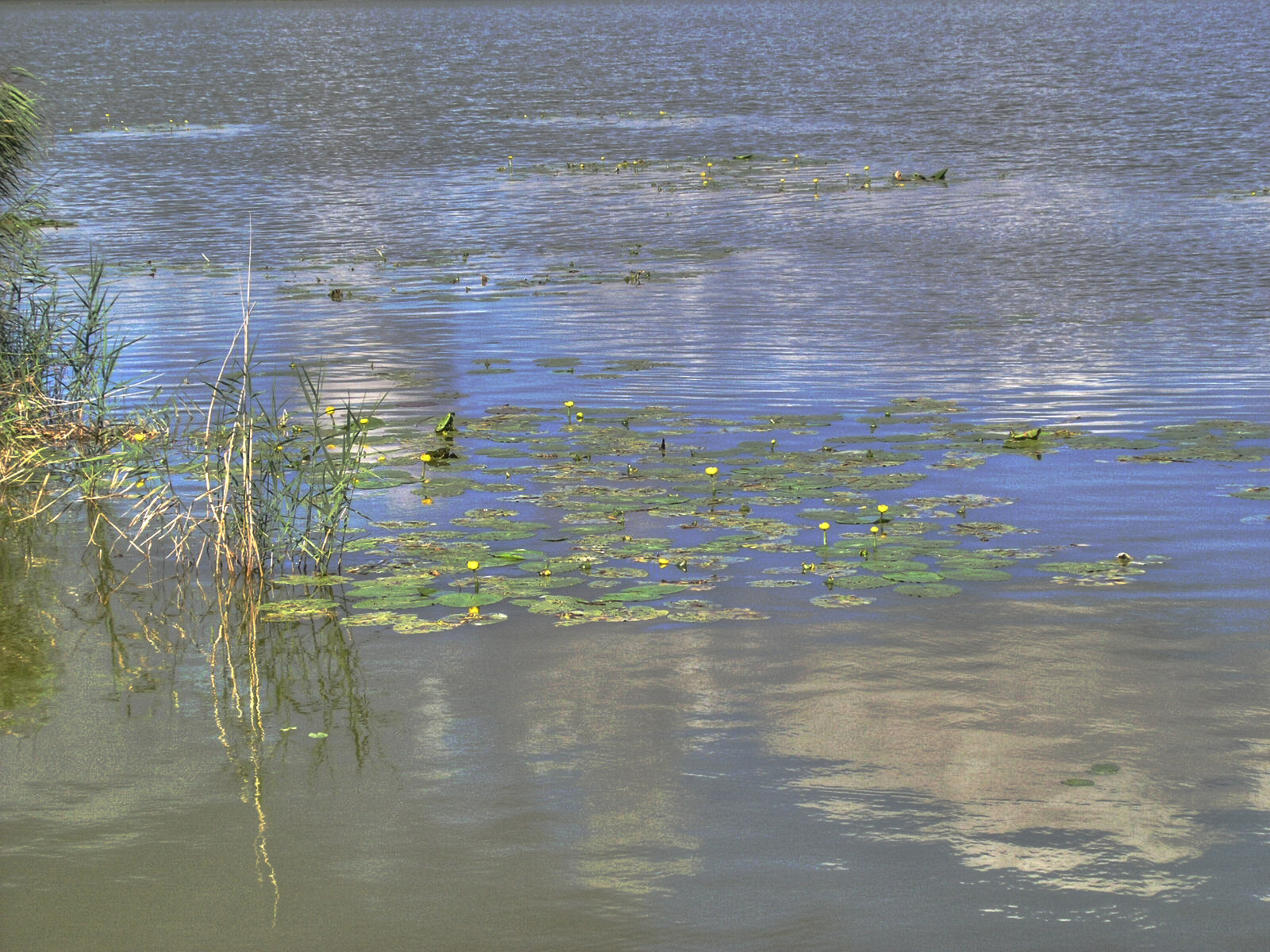
Heutige Vielfalt der Wasserpflanzen des Federsees, hier unter anderem die kleinen, gelben Teichrosen

### Pflanzen
Die lokale Flora ist nach der Renaturierung des Gebietes mit Extensivierung der Landwirtschaft im späten 20. Jahrhundert wieder so vielfältig und typisch wie in anderen Moor- und Riedgebieten auch und zeigt einmal abgesehen von den land- und waldwirtschaftlich genutzten Flächen vor allem an den Beckenrändern und im südlichen Becken ein außerordentlich breites und differenziertes Artenspektrum von an diesen Landschaftstyp angepassten Pflanzen.
Im Einzelnen finden sich:
- Über 700 höhere Pflanzenarten – darunter zehn Orchideen[49] und einige seltene Eiszeitrelikte – wachsen im Federseemoor. Letztere sind vor allem Pflanzen, die aufgrund des besonderen Klimas im Moor seit der letzten Eiszeit überdauert haben (zum Teil als einziger Standort im Land), unter anderem: Karlszepter (Juni, Juli), Kriech-Weide, Strauch-Birke (ganzjährig).
- An Wasserpflanzen gibt es in dem nun wieder ganzjährig klaren Wasser unter anderem Laichkräuter, Tausendblatt, Hornblatt und Wasserpest, die dem Fischnachwuchs Schutz und Nahrung bieten. Seltene Pflanzen wie der Froschbiss oder der Wasserschlauch leben ebenfalls hier im Federsee.[50] Die enorme, auf massive Überdüngung beruhende Algenblüte, die den Federsee an den Rand des Umkippens gebracht hatte, ist inzwischen beseitigt.
- Typische Gehölze sind Moor-Birke und Kiefer, Fichte, Eberesche, Faulbaum sowie verschiedene Weidenarten, besonders im sogenannten Moorurwald (s. oben).

### Tiere

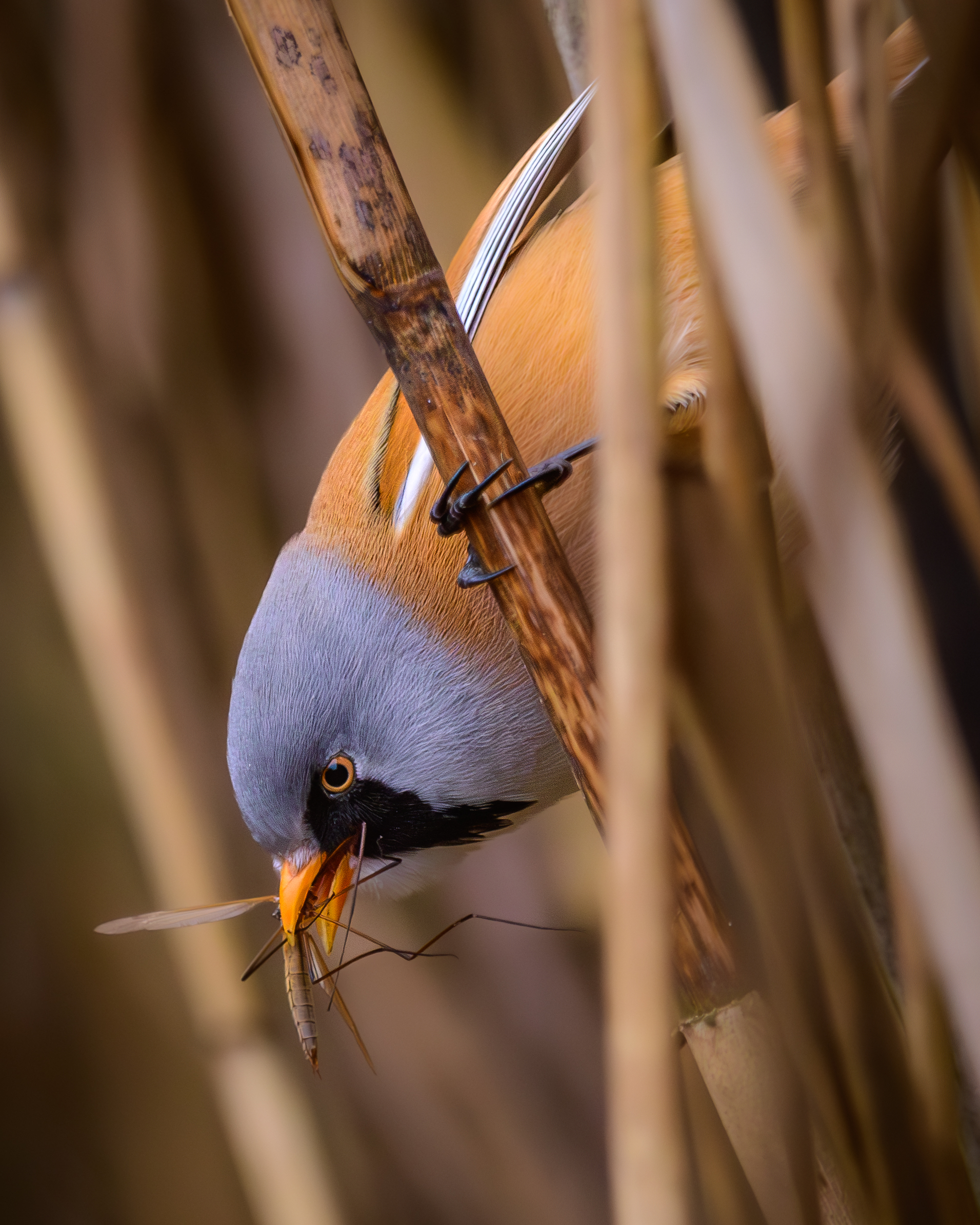
Männliche Bartmeise am Federsee

Die hier großflächig auftretenden Flach- und Übergangsmoore mit großen Röhrichtbeständen, Au- und Uferwäldern sowie Nass- und Feuchtwiesen sind wichtige Lebensräume für bundesweit schutzbedürftige Arten. Typisch sind naturgemäß Tierarten, die im oder am Wasser oder Ried leben und/oder sich von ihm und seiner Tier- und Pflanzenwelt ernähren. Vor allem im südlichen Becken, das nur noch geringe Ried-Merkmale zeigt, gibt es jedoch auch die „klassischen“ Wald- und Landschaftstiere (Rehe, Füchse, Hasen, Wildschweine usw.), allerdings mit Ausnahme des naturbelassenen Egelsee-Hochmoores und anderer Naturschutzgebiete wie den sog. Wackelwald bei Bad Buchau.
Im Einzelnen finden sich folgende Bestände:
- Im See und in den Gräben leben 16 Fischarten.[51] Darunter sind einige seltene Arten. Die größte und bekannteste Art, der Wels, wird im Federsee bis über zwei Meter groß und kann ein Gewicht von 50 kg erreichen. Bekannt ist der Federsee außerdem für sein Vorkommen der Wildform des Karpfens. Bedeutend ist ebenfalls das Vorkommen des Schlammpeitzgers, einer seltenen Schmerlenart, die in den Gräben am Boden lebt und hier den häufigsten Standort im ganzen Land hat. Neben dem erst seit einigen Jahren nachgewiesenen Blaubandbärbling kommen im Federsee und in den Gräben noch folgende Fischarten vor: Elritze, Karausche, Laube, Rotauge, Rotfeder, Schleie, Bachschmerle, Schlammpeitzger, Steinbeißer, Wels, Aal, Hecht, Barsch und Stichling. Am häufigsten ist die Brachse mit einem Bestand von etwa einer Million Exemplaren.
- An Amphibien und Reptilien wurden nachgewiesen: Molche, Unken, Echte Kröten, Frösche, Eidechsen, Blindschleichen, Ringelnattern, Kreuzottern.[52]
- Als Europa-Vogelreservat bietet der Federsee nach neuesten Zählungen 268 Vogelarten eine Heimat (s. unten), darunter zahlreiche, teilweise auch nur durchziehende und rastende Wasservögel wie Schwäne, rund zehn verschiedene Entenarten, Haubentaucher und Blässhühner, Gänse, Kormorane und Reiher, aber auch seltene Arten wie Rohrdommel oder Gänsesäger, dazu als Vertreter der Greifvögel die Kornweihe, denn der Federsee ist der bedeutendste Überwinterungsplatz für Kornweihen im südlichen Mitteleuropa (akut wurden im Januar 2012 72 Exemplare dieser seltenen Vögel im Federseemoor festgestellt). Zeitweise und vor allem während der Vogelzugperioden können mehrere tausend Wasservögel gleichzeitig beobachtet werden. Beim Spaziergang durch das Banngebiet Staudacher fallen gemischte Meisenschwärme von Kohl-, Blau-, Tannen-, Sumpf-, Bart- und Weidenmeisen sowie Kleiber, Baumläufer und Wintergoldhähnchen auf. Als Einzelgänger überwintern dagegen Rotkehlchen und Zaunkönig im Unterholz.[53] Weißstorch und Blaukehlchen kommen ebenfalls vor.
- Für Fledermäuse. bieten die insektenreichen Feuchtwiesen ebenfalls ideale Jagdbedingungen, so dass 12 von 25 deutschen Fledermausarten hier nachgewiesen sind, darunter Zwergfledermaus, Wasserfledermaus und Großer Abendsegler.
- An größeren Wildtieren. gibt es Rehe, die relativ zahlreich sind, da sie ganzjährig nicht bejagt werden dürfen, auch Wildschweine leben hier. Vor allem in den kultivierbaren und bewaldeten Gebieten sowie Weiden des südlichen Beckens und insgesamt der angrenzenden Hügelregionen lebt das übliche Spektrum an Niederwild, etwa Rotfuchs, Iltis, und Nagetiere wie Wasserspitzmaus, Erdmaus, Eichhörnchen usw. Inzwischen haben sich am Mühlbach bei Bad Buchau wieder Biber angesiedelt.
- An Insekten fallen vor allem die Libellen mit 40 Arten auf, darunter einige sehr seltene. Dazu gibt es 70 Tagschmetterlingsarten, zum Beispiel Großes Wiesenvögelchen und 500 Nachtfalterarten sowie Hautflügler wie etwa wilde Bienen, Ameisen, Hornissen und Wespen, dazu seltene Käferarten und Spinnen, wobei diese vor allem im Bannwald Staudacher ebenfalls von der Insektenvielfalt profitieren.

## Seegeschichte

### Glaziale Periode
Der heutige Federsee ist das Ergebnis eines nacheiszeitlichen Verlandungsprozesses, der ohne menschliche Eingriffe zum vollständigen Verschwinden des Sees führen würde. Die Entstehung des Federsees geht auf die Ausschürfung durch eine rißeiszeitliche Gletscherzunge zurück, die ein großes übertieftes Becken hinterließ, das im Westen, Norden und Osten von Grund- und Endmoränen begrenzt wird. Durch die Endmoränen wurde der Abfluss nach Süden abgeschnitten, so dass sich ein Eisstausee mit ca. 30 km² und bis zu 40 Meter Tiefe bildete und der Abfluss sich nach Norden zur Donau orientierte. Nach Bohrkernbefunden liegt der ursprüngliche Beckenboden rund 144 m unter der heutigen Mooroberfläche. Die damalige Seefläche ist in etwa identisch mit der maximalen Ausdehnung des Moores, von dem heute gut 23 km² unter Naturschutz stehen.
Bis zur Würm-Kaltzeit war das Becken schon weitgehend mit Schmelzwassersedimenten (Kiesen, Sand und Ton) angefüllt, als es durch eine Jung-Endmoräne im Südosten zwischen Bad Buchau und Bad Schussenried abgeriegelt wurde. Der so entstandene Eisrandstausee war ursprünglich wohl 30-mal größer als die heutige verbliebene Wasserfläche. Durch starke Westwinde entstand am Ostufer ein bis zu zehn Meter hohes Brandungskliff in den Moränenwällen, das heute als markante Geländestufe zwischen Oggelshausen und Seekirch in Erscheinung tritt.

### Holozän
Nach dem Abschmelzen des Eises versiegte im Holozän der Zufluss aus dem Süden, und der Verlandungsprozess begann dadurch, dass die abgestorbenen Pflanzen und Algen auf den Seegrund sanken und langsam den Seeboden erhöhten. Die Verlandung in dem bereits stark aufgefüllten Becken verlief nach der Ablagerung von Bändertonen, Sand und Seekreide über ein nährstoffreiches Flach- oder Niedermoor bis zu einem nährstoffarmen Hochmoorschild, das bis zu 2,5 m Mächtigkeit über Bodenniveau erreichte und an der Ostseite in den nach den Seefällungen heute nicht mehr in seinem natürlichen Lauf vorhandenen, in die Beckenmitte abfließenden Federbach entwässerte.
Verlandungsprozesse: Von diesem alten Hochmoor ist heute allerdings im Südteil des Beckens nur noch wenig erhalten, obwohl es ursprünglich in der Bronzezeit eine Ebene bildete, die nun jedoch mit Ausnahme letzter Reste abgetorft ist. Die Verlandung der flachen Buchten im Süden setzte bereits im Spätglazial ein und reichte im Subboreal bis in die Zone des zentralen südlichen Rieds. (Später entstand dort die früh- bis mittelbronzezeitliche Feuchtbodensiedlung Forschner.) Klimatische Veränderungen im Verlauf des Holozän mit sich abwechselnden Trocken- und Feuchtphasen sowie Kälteeinbrüchen brachten jedoch immer wieder periodische Überflutungen (Transgressionen: T) des zentralen Wasserkörpers mit sich, so dass die Verlandungsvorgänge keinesfalls kontinuierlich verliefen, sondern mit mehreren Überflutungen, bei denen sich der See immer wieder große Torfflächern zurückerobern konnte. Solche Transgressionen gab es insbesondere im Neolithikum, und hier vor allem im Jungneolithikum. Von den insgesamt zehn gezählten See-Transgressionen im Holozän gab es bis zur eisenzeitlichen Hallstattzeit mehrere mit teils katastrophalen Folgen für die damaligen Siedler und ihre Dörfer, wie die dort aufgrund der exzellenten Erhaltungsbedingungen für biologische Materialien (vor allem Bauhölzer, die dendrochronologisch manchmal auch genau datierbar sind) im Moor reichlich vorhandenen archäologischen Funde ausweisen. Insgesamt wurden sechs größere Überflutungen gezählt, die erhebliche Auswirkungen auf die neolithische Siedlungsaktivität hatten (Zirkaangaben v. Chr., jeweils Beginn der Transgression, gerundet): T4 4300, T5 3900, T6 3700, T7 2500, T8 1500 und T9 800. T1–T3 (7000, 6500 und 6300) ereigneten sich noch vor der Siedlungsphase am Federsee; T10 fand um die Zeitenwende statt, als das Becken nur sehr spärlich besiedelt war, wenn überhaupt. Dazwischen gab es aber noch mehrere kleinere Überflutungen, die letzte kurz nach 500 n. Chr.

### Neuzeit

#### Bis Mitte 18. Jahrhundert

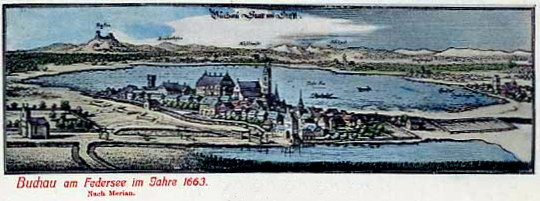
Der Federsee um 1663. Die einstige Insellage von Bad Buchau am damals noch sehr viel größeren Federsee ist noch gut zu erkennen. Blick von Süden her. Der Ort am linken Bildrand ist Kappel, das einst auf dem Festland lag und mit Buchau durch einen Bohlendamm verbunden war. Die blaue Fläche am unteren Bildrand ist vermutlich der einstige Egelsee. Rechts am Ufer gegenüber liegt Oggelshausen. Kolorierter Kupferstich, Matthäus Merian.

In der Neuzeit hatte der See ab der Spätbronzezeit bis vor etwa 200 Jahren noch eine Fläche von etwa zehn Quadratkilometer und reichte an die umliegenden Ortschaften heran, und diese – Kappel, Brackenhofen, Alleshausen, Seekirch, Tiefenbach. Oggelshausen und die Freie Reichsstadt Bad Buchau samt Stift – umgaben den See, in dessen Süden sich eine geheimnisvoll unwirtliche, von Menschen gemiedene Moorlandschaft bis nach Sattenbeuren und Steinhausen erstreckte. Es war dies eine Urlandschaft, die den See in großen Teilen vom festen Ufer trennte, wild und unwegsam und lange Zeit sich selbst überlassen. Erst vor zwei Jahrhunderten entdeckte der Mensch den Wert des Moores als Wirtschaftsfaktor und griff mit dem Ziel der Land- und Torfgewinnung ein.
Jahrhundertelang hatte es immer wieder Streit gegeben zwischen dem reichen Damenstift Buchau und der zwar unabhängigen, aber eingeengten Stadt Buchau. Es ging meist um die Nutzung der feuchten Wiesen, um Weiderechte und Torfstich. Um neues Land zu gewinnen, entschied das deshalb angerufene Reichskammergericht daher schließlich, den Federsee abzusenken.

#### Die Seefällungen

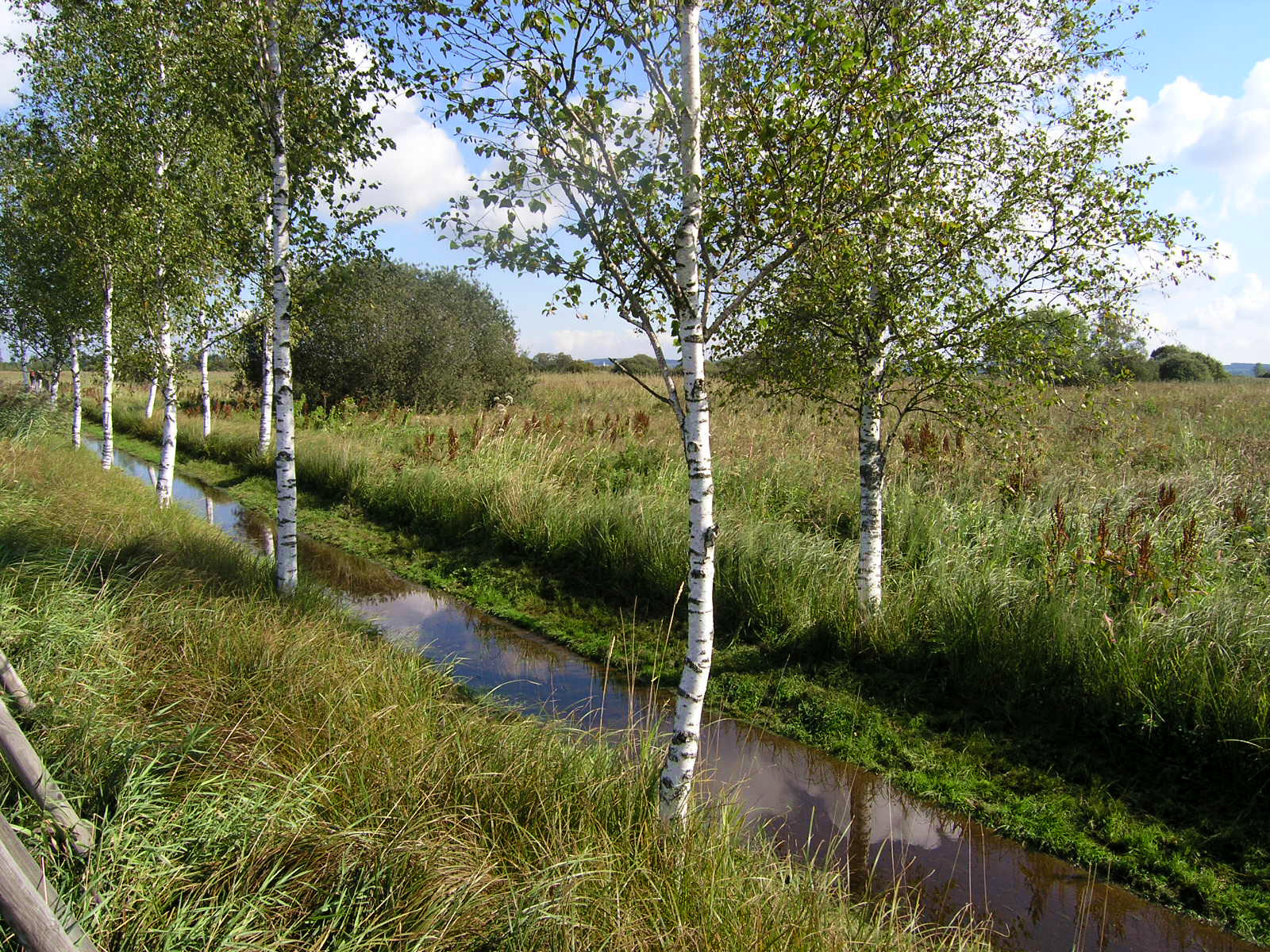
Alter Entwässerungsgraben am Federsee

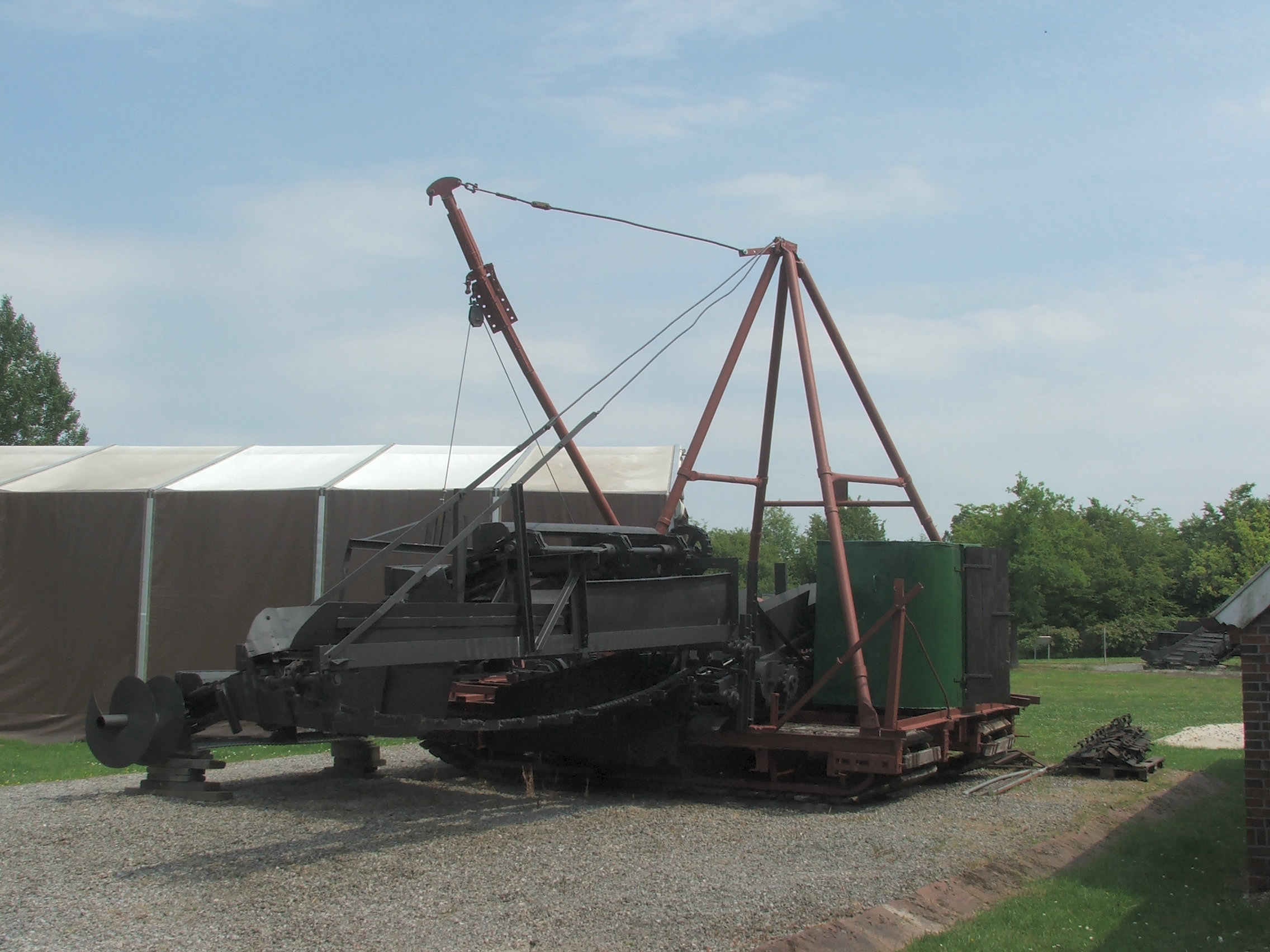
Mit solchen schweren Maschinen rückte man einst dem empfindlichen Ried zu Leibe; hier eine sog. Bunkmaschine zum Abheben der obersten Schicht (Torf- und Siedlungsmuseum, Wiesmoor, Ostfriesland)

Die erste Seefällung begann schrittweise durch die Schussenrieder Prämonstratenser-Mönche, denn das wassergesättigte Hochmoor des „Wilden Rieds“ stellte für die Anwohner eine nicht zu unterschätzende Gefahr dar. Besonders im Frühjahr entlud sich die in den Torfen gefangene Nässe oft sturzbachartig über die Felder und richtete erheblichen Schaden an. Ab 1765 begann man daher mit der Regulierung, indem man Abflussgräben zog und so zudem neue Flächen zur Kultivierung gewann. Die Seefläche wurde dann ab 1787/88 weiter von Norden her durch eine Vertiefung und Kanalisierung des westlichen Abflusses Kanzach auf sieben Quadratkilometer verringert, was einer Absenkung des Wasserspiegels um 85 cm entsprach. Diese Fällung erbrachte 415 ha Neuland.
Da das Ergebnis nicht befriedigte, wurde 1808/1809 auf Befehl von König Friedrich von Württemberg, der nach der Säkularisation von 1802 nun zuständig war, eine zweite Seefällung durchgeführt, die die Seefläche bei einer Absenkung um 114 cm auf nur noch 2,5 km² und die Tiefe auf 5,4 Meter reduzierte (heute 1,3). Dass der See nicht wie geplant um drei Meter gesenkt werden konnte, lag am immer wieder nachdrängenden Fließsand am Durchstich zum Kanzachkanal. Die gewonnenen Flächen, hier ca. 400 ha, waren allerdings wenig fruchtbar, feucht und konnten meist nur zur Gewinnung von Einstreu genutzt werden (sogenannte Streuwiesen), so dass man sie bald wieder sich selbst überließ, worauf sich ausgedehnte Röhrichte, Riede und Nasswälder entwickelten.
Der Verlandungsprozess mit starker Absenkung des Grundwasserspiegels führte dann bis 1911 zu einer weiteren Reduzierung der Fläche auf 1,5 km². Seither konnte dieser Prozess durch Verbesserungen im landwirtschaftlichen Düngereinsatz, durch Extensivierung des Anbaus sowie Vermeidung schweren Geräts, um eine weitere Bodenverpressung zu vermeiden und in der Abwasserklärtechnik stark verlangsamt werden. Gegenwärtig wird sogar über die Regulierung des Kanzachwehres versucht, den Wasserspiegel leicht anzuheben.

#### Der Torfabbau und seine Folgen
Schon vor 1765 gab es einen durch das Kloster betriebenen Abbau von Torf zu Brennzwecken, allerdings in kleinem Umfang und nur im Steinhauser Ried, wo man ihn mit dem sog. Wäsen-Stechen (also das manuelle Stechen einzelner Torfstücke, der sog. „Wäsen“) zu Heizzwecken gewann. 1764 wurde dort das erste Grabensystem angelegt, um den Abbau zu erleichtern. Aber erst im Zuge der neuen bäuerlichen Freiheiten kam es 1854 zur Gründung einer Riedgenossenschaft, die die systematische Brenntorfgewinnung im „Wilden Ried“ einleitete. Bereits 1850 war die Bahnstation Schussenried gebaut worden, damit der Torf besser abtransportiert werden konnte, und die planvolle Entwässerung begann.
Zum endgültigen Verlust des seit Jahrtausenden gewachsenen Hochmoores führte dann der immense Torfbedarf der Bahnstrecke Ulm–Friedrichshafen (Südbahn), der vor allem im südlich des „Wilden Rieds“ liegenden „Steinhauser Ried“ gedeckt wurde. Die dazu nötigen Hauptgräben wurden 1859/1860 im Vorfeld der großräumigen Torfausbeutung zusammen mit der „Staatlichen Torfmeisterei“ ausgehoben. Das Ried wurde planvoll entwässert. 1874 wurde die Staatliche Torfverwaltung gegründet, 1879 mit dem maschinellen Torfabbau begonnen, 1885 eine Torffabrik gebaut, und die Torfausbeutung wurde auf ein industrielles Niveau gebracht. Dabei kam es zu weiteren großräumigen Entwässerungsmaßnahmen durch Hauptgräben.
1910 wurde vom Staatlichen Torfwerk abermals ein neuer Hauptgraben angelegt, der geradlinig aus dem „Inneren Ried“ gegen Steinhausen führte und 1925 auf sein heutiges Niveau von 2,5 m vertieft wurde. Dadurch wurde die Abtorfung des Steinhauser Rieds bis zu den untersten Torflagen vorangetrieben, ein Vorgang, der zusammen mit zahlreichen neuen Zwischengräben zur flächendeckenden Absenkung des Grundwasserspiegels, zum Verfall der bisher in der Nässe geschützten archäologischen Fundareale in ihrer biologischen Materialsubstanz (Hölzer usw.) führte, und auch zur Zerstörung potentiell zukünftiger Funde. (Inzwischen sind Maßnahmen zur Erhöhung des Grundwasserspiegels eingeleitet.)
Alle diese Maßnahmen zur Entwässerung und Torfgewinnung hatten zwei Folgen, eine negative und eine positive:
- Das Verschwinden der Jahrtausende alten Naturlandschaft des Federseemoores.
- Die Entdeckung der weltweit einmaligen prähistorischen Siedlungsstellen, denn erst der Torfabbau und die immer tiefer reichenden Entwässerungen führten zur Auffindung und Ausgrabung der bis dahin im Torf verborgenen Fundstätten. Allerdings führten auch die ersten noch recht unsachgemäßen Ausgrabungen zur Zerstörung mancher dieser Fundstätten. Nicht zuletzt verhängnisvoll war aber auch die kontinuierliche Absenkung des Grundwasserspiegels samt Trockenlegung von großen Moorflächen, die zur Austrocknung und zum Zerfall der biologischen Funde führten, die nur in Pfahlbauten und Feuchtbodensiedlungen wie hier reichlich anfallen und deren Verlust für die Archäologie daher besonders schwer wiegt. Tatsächlich mussten bei der Wiederaufnahme der Forschungen Ende der 1970er Jahre sogar einige der frühen Ausgrabungsstellen durch Vermessungen, Begehungen und Sondagen erst mühsam wieder lokalisiert werden, wobei sich vor allem im durch den Torfabbau besonders stark beeinträchtigten südlichen Moor der Erhaltungszustand manch alter Fundstelle als katastrophal erwies.[60]

Bis 1950 waren die ehemals reichen Torfvorkommen bis auf einen 22 ha großen Rest im Wilden Ried abgebaut. Noch bis in die 1960er wurde Federseetorf abgebaut. Die Verwendung als Badetorf, für den es keinen medizinischen Ersatz gibt, spielte hierbei eine eher geringe Rolle. Wesentlich gravierender war die Ausbeutung als Brenntorf. Torf wächst nur sehr langsam nach: im Jahr etwa 1 mm.

#### Drohendes Umkippen und Renaturierung Ende des 20. Jahrhunderts
Nachdem 1951 die Abwassereinleitung in den See begonnen hatte, wurde die Wasserqualität des Federsees zu einem immer drängenderen Problem, vor allem auch durch den zersetzungsbedingten Verlust an Sauerstoff und die faulige Verwesung unter anaeroben Bedingungen. Bis 1981 gelangten so die ungereinigten Abwässer der Seegemeinden über die Entwässerungsgräben in den Federsee. Die Gülledüngung der Wiesen führte dem See über die Gräben weitere Nährstoffe zu. Daneben wurden auch bei der entwässerungsbedingten Zersetzung von Torf die darin gebundenen Nährstoffe frei. In dem sehr nährstoffreichen Wasser konnten sich Blau- und Grünalgen besonders stark vermehren. Sie verdrängten die anderen Wasserpflanzen, und mit diesen verschwanden auch viele Tiere, die von den Pflanzen lebten, die Wasservogelpopulation etwa brach völlig zusammen. Der See verarmte stark und drohte umzukippen.
Der erste Schritt zur Sanierung und Renaturierung des Federsees war 1971 der Einbau eines Wehrs im Kanzach-Auslauf, mit dem der Wasserstand reguliert werden konnte. 1982 wurde eine Kläranlage mit einer 24 km langen Ringleitung rund um den See in Betrieb genommen. Seither gelangte kein ungereinigtes Abwasser mehr in den See. Er erholte sich zusehends. (Weitere Details zu den Schutzmaßnahmen siehe unter.) Die ehemals heimischen Arten kehrten mehr und mehr zurück, denn seit 2006 verbesserte sich die Wasserqualität rapide. Seit 2008 ist der See auch im Sommer klar bis auf den Grund und nun wieder ein gesundes, sich selbst regulierendes Biotop mit zahlreichen, für Jungfische so wichtigen Wasserpflanzenarten und sogar die auf Gewässerverschmutzung besonders empfindlich reagierenden Süßwassermuscheln. Die vielen Fische zogen nun wiederum die Wasservögel in großen Scharen an, deren Nahrung sie neben den ebenfalls vielfältig zurückgekehrten Insekten bilden. Zum aktuellen Stand der Maßnahmen siehe ausführlich den Bericht der Landesanstalt für Umwelt Baden-Württemberg.

## Heutige Nutzung des Federseegebiets
Die moderne Nutzung des Federseebeckens ist bemerkenswert vielfältig, vor allem wenn man „Nutzung“ nicht nur unter rein wirtschaftlichen, produktionsorientierten Aspekten betrachtet, sondern auch den Nutzen für die Gesamtbevölkerung im Gebiet und vor allem auch außerhalb davon betrachtet. In diesem Sinne ergeben sich fünf verschiedene Nutzungsbereiche:

### Ökonomie
Eine direkte wirtschaftliche Nutzung des Beckens im Sinne von Landwirtschaft ist trotz der verschiedenen Trockenlegungsmaßnahmen des Moores vor allem des 19. Jahrhunderts, die allerdings vor allem dem Torfabbau und der Begrenzung der ständigen Überflutungen dienten, wegen der ungenügenden Bodenqualität nur in geringem Maße möglich, und die Verlandungsgebiete des Federsees waren, von einigen missglückten Anbauversuchen der Gegenwart abgesehen, zu keiner Zeit ackerbaufähig, so dass hier vor allem Viehwirtschaft betrieben wird. Das südliche Becken ist hingegen teilweise bewaldet und wird mit Fichtenwäldern forstwirtschaftlich genutzt. Dort ist in bodentrockenen Bereichen auch Ackerbau möglich.
Die Umrahmung des Federseebeckens bietet hingegen tief- bis mittelgründige Böden mäßiger bis guter ackerbaulicher Tauglichkeit, die heute gleichermaßen für Grünlandwirtschaft wie für Feldwirtschaft genutzt werden. Rund um den Federsee werden ca. 220 landwirtschaftliche Betriebe bewirtschaftet. Es werden ca. 1800 ha Ackerland und ca. 1400 ha Grünland bearbeitet. In den Betrieben werden ca. 1500 Milchkühe, 3100 Rinder und 5000 Mast- und Mutterschweine gehalten. Wie fast das gesamte oberschwäbische Hügelland eignet sich das Federseegebiet ganz im Gegensatz zum klimabegünstigten Bodenseebecken nur mittelmäßig bis ausreichend für den Obstanbau, denn es liegt 578 bis 650 m über dem Meeresspiegel und hat ein mäßig kühles Klima in zudem kaltluftgefährdeter Beckenlage. Der ab der zweiten Hälfte des 19. Jahrhunderts wirtschaftlich bedeutende Torfabbau ist wie oben beschrieben seit Mitte des 20. Jahrhunderts eingestellt.

### Naturschutz
Im Federseemoor finden sich auf fast 3000 Hektar europaweit schutzwürdige Lebensräume wie ausgedehnte Niedermoore, kalkreiche Sümpfe, regenerierungsfähige Hochmoore, Übergangsmoore und Moorwälder. Daneben ist es Heimat bedeutsamer Populationen besonders geschützter Tier- und Pflanzenarten (FFH-Arten). Vom Aussterben bedrohte Fischarten wie Schlammpeitzger und Steinbeißer gehören dazu, daneben der Goldene Scheckenfalter, die Gelbbauchunke oder die Orchidee Torfglanzkraut. Eine Käferart hat hier sogar ihr einziges deutsches Vorkommen.
Die Schutzgebiete gliedern sich im Einzelnen wie folgt:
| Schutzgebietsanteile                        | % Gesamtlandschaftsfläche |
| FFH-Gebiete                                 | 61,41                     |
| Europäisches Vogelschutzgebiet Federseeried | 64,14                     |
| Naturschutzgebiete                          | 51,84                     |
| Effektiver Schutzgebietsanteil              | 64,47                     |

Quelle: Bundesamt für Naturschutz, Stand: 2010
- Entwicklung und Allgemeinmaßnahmen:  Der Federsee ist mit Teilen des Federseer Rieds eines der ältesten Naturschutzgebiete (Nr. 4019) in Baden-Württemberg. Die durch die Seefällungen entstandenen Moorflächen mit dem Federsee im Zentrum wurden bereits 1936 unter Naturschutz gestellt (NSG Federsee 1400 ha). Weitere Naturschutzgebiete im Federseebecken, die später ausgewiesen wurden, sind: „Wildes Ried“ (Hochmoorrest, 23 ha, 1966), „Riedschachen“ (Moorwald, 11 ha, 1941), „Südliches Federseeried“ (Feuchtwiesen, 522 ha, 1994), „Westliches Federseeried“ (241 ha, 1999) sowie „Nördliches Federseeried“ (179 ha, 2001).[66]

Aufgrund des vom Regierungspräsidium Tübingen vorgelegten Antrags ReHa Federseemoor zur Renaturierung weiterer Teile des Federseemoors stehen ab 2009 circa 1,3 Millionen Euro zur Verfügung. Die Kosten trägt zur Hälfte die Europäische Union, die andere Hälfte kommt vom Land Baden-Württemberg, dem NABU Baden-Württemberg, dem Landkreis Biberach, der Vermögen und Bau Baden-Württemberg (VBBW) sowie der Stiftung Naturschutzfonds Baden-Württemberg (SNBW).

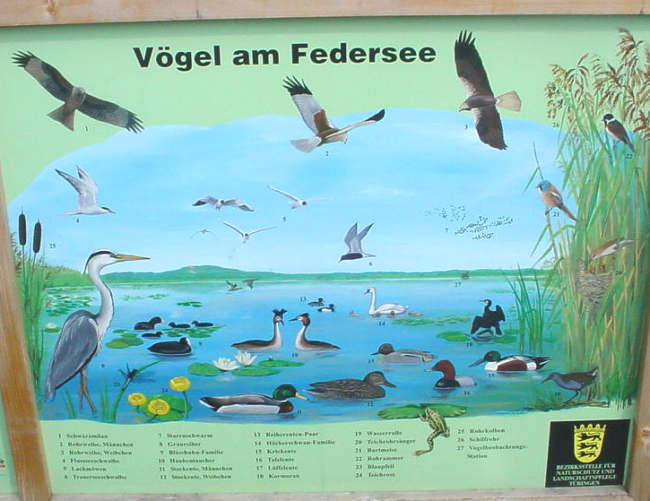
Schautafel zum Vogelbestand im Federseegebiet

- Vogelschutz:  Von den 268 Vogelarten sind 107 Brutvogelarten. Über die Bedeutung und die Geschichte des Moores informieren eine Abteilung des Federseemuseums und ein NABU-Zentrum. Das Federseegebiet ist Vogelschutzgebiet nach der europäischen Fauna-Flora-Habitat-Richtlinie und Teil des europäischen Biotopverbundes Natura 2000. Außerdem ist der Federsee ein wichtiger Rastplatz für Zugvögel. Bis zu 70.000 Stare übernachten im Frühjahr und Herbst gemeinsam im Schilf, bevor sie fortziehen. Darüber hinaus sind einige interessante Wintergäste zu beobachten. Im Sommer kann man am See Flussseeschwalben bei der Jagd beobachten. Sie wurden auf Brutflößen angesiedelt. Im Schilf brüten Bartmeise, Rohrschwirl und Rohrammer. Weitere charakteristische Brutvögel des Schilfgürtels sind Teich- und Schilfrohrsänger sowie die Wasserralle, die sich durch ihr typisches Quieken verrät. Jedes Jahr ziehen 15–18 der rund 25 Rohrweihenpaare Baden-Württembergs hier ihre Jungen groß. In den angrenzenden Feuchtwiesen lassen sich Wiesenpieper, Bekassine und Großer Brachvogel beobachten, der Feldschwirl macht sich vor allem akustisch bemerkbar. Das Federseemoor beherbergt mit mehr als 200 Brutpaaren die mit Abstand größte Population des württembergischen Bestandes am seltenen Braunkehlchen. In den naturnahen Moorwäldern kommt neben einer bunten Vielfalt an Singvögeln auch Grau- und Kleinspecht vor. Im Winter lassen sich vom Federseesteg aus Gänsesäger, Haubentaucher sowie verschiedene Entenarten beobachten, wie zum Beispiel Löffel-, Krick-, Knäk-, Schnatter- und Schellente.[67] Störche konnten inzwischen wieder angesiedelt werden.

### Urgeschichtliche Archäologie

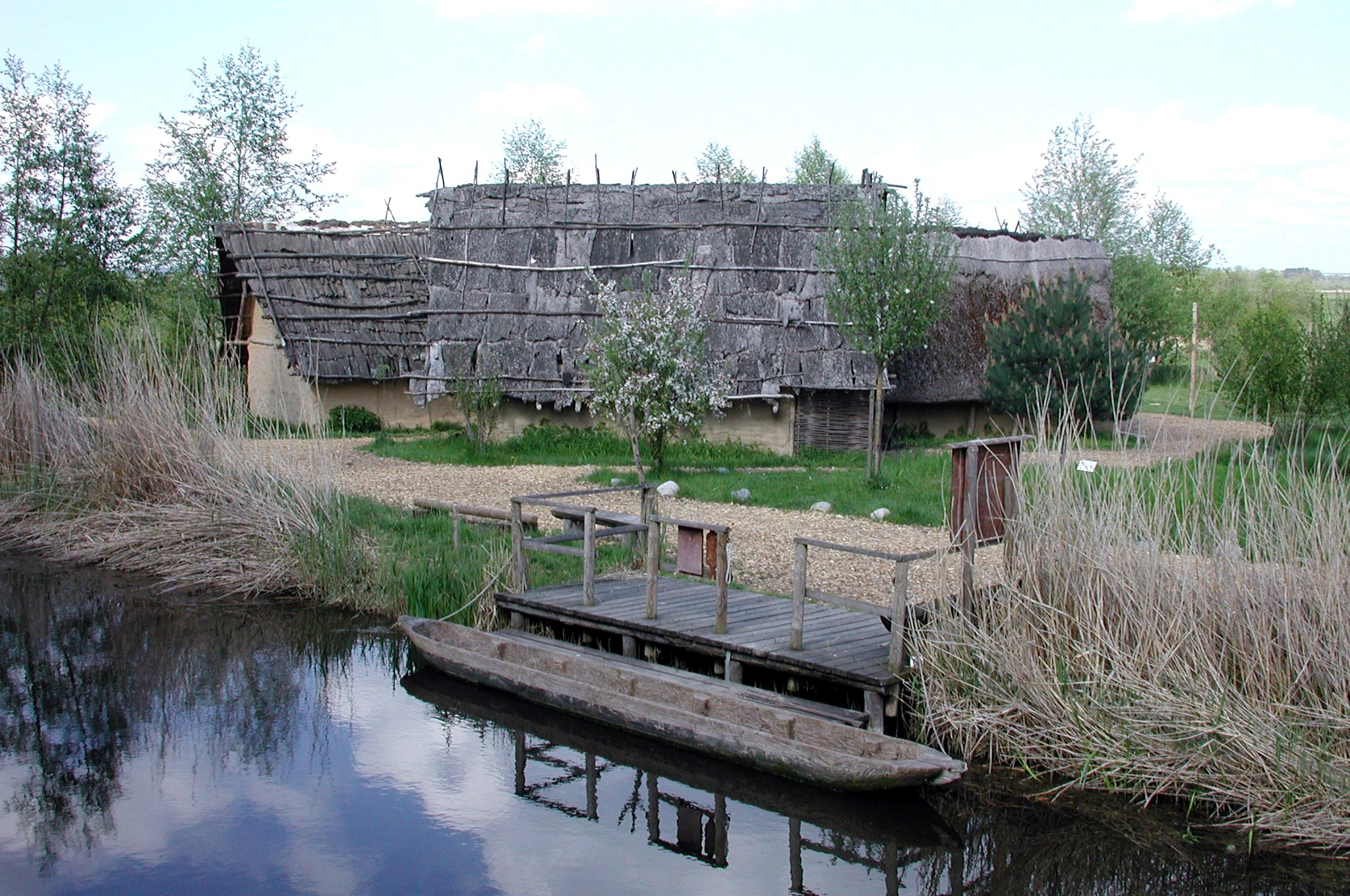
Federseemuseum – rekonstruiertes Moordorf. Es handelt sich dabei archäologisch korrekt um eine Feuchtbodensiedlung, nicht um Pfahlbauten.

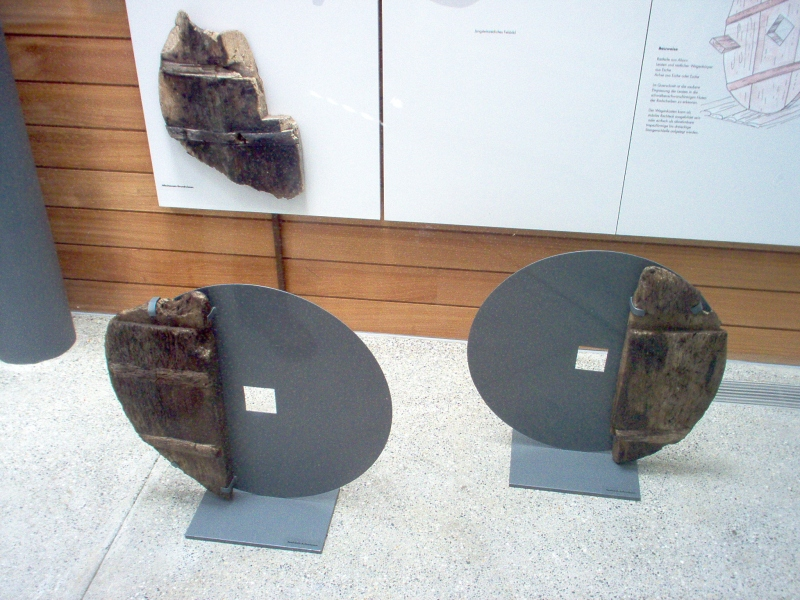
Teilweise erhaltene, 5000 Jahre alte Wagenräder. Sie wurden in Alleshausen-Grundwiesen und Seekirch-Stockwiesen (Goldberg-III-Gruppe) gefunden und wurden mit ca. 2900 v. Chr. datiert, gehören damit zu den ältesten nördlich der Alpen gefundenen Rädern. (Federseemuseum)

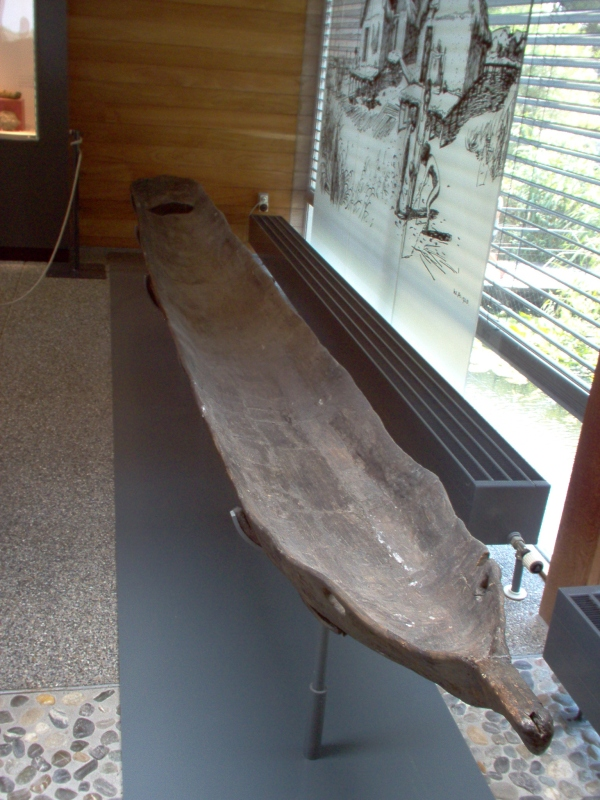
Einbaum aus der „Wasserburg Buchau“, eines von über 40 inzwischen gefundenen Booten am Federsee (Federseemuseum)

#### Übersicht und Bedeutung
Das Federseebecken ist bekannt als eine der bedeutendsten archäologischen Fundlandschaften Deutschlands. In der Urgeschichtsforschung hat das Federseemoor sogar internationale Bedeutung. Das Federseeried mit dem Restfedersee in der Mitte bildet heute nämlich nicht nur eine der größten zusammenhängenden Moorflächen des südwestdeutschen Alpenvorlandes, sondern er gilt seit seiner ersten archäologischen Erkundung 1875 bis heute als fundreichste Moorregion der prähistorischen Feuchtbodensiedlungs- und Pfahlbauforschung nördlich der Alpen. Man hat dort inzwischen mehr als 19 prähistorische Siedlungsplätze gefunden. Die große Funddichte am Federsee hat dazu geführt, dass der Gang der regionalen Besiedlungsgeschichte vom Spätpaläolithikum bis in die Eisenzeit hier exemplarisch nachvollzogen werden kann. Die urgeschichtliche Archäologie des Federseebeckens fördert denn auch Jahr für Jahr während der regelmäßigen Grabungskampagnen des Landesdenkmalamtes in Stuttgart neue Erkenntnisse über die hier wohl einmalig dichte Besiedelung des Gebietes und die dortige Kultur vor allem während der spätneolithischen und bronzezeitlichen Phase zutage, insgesamt über einen Zeitraum von etwa 3800 Jahren. In dieser Periode waren die Feuchtgebiete des Federsees als Siedlungsgelände aufgesucht worden. Dieser Vorgang ist allerdings kein kontinuierlicher gewesen, sondern war ein von teils massiven Seespiegelanstiegen, aber auch von schweren Kälteeinbrüchen immer wieder massiv unterbrochener Prozess. Im archäologischen Fundmaterial aller Epochen nachweisbare, weit reichende Kulturkontakte sowohl in der ost-westlichen wie der nord-südlichen Richtung (vgl. die Karten oben) zeigen dabei, dass die darin erkennbaren Stadien der Kulturentwicklung nicht bloß als Sonderfall einer peripheren Kleinlandschaft eingeordnet werden können. Der unweit der Oberen Donau und an einer nach Süden zum Bodensee und weiter über die Alpen führenden Verkehrsachse gelegene Federsee war vielmehr in das weiträumige kulturhistorische Geschehen Mitteleuropas eingebunden, nahm dabei sowohl Einflüsse auf, die entlang der Donau eindrangen wie wohl auch solche über die Alpen aus dem Mittelmeerraum.
Seit 2011 stehen daher wegen ihrer exzellenten Erhaltungsbedingungen, vor allem aber wegen ihrer „zentralen Bedeutung für das universelle Kulturerbe der Menschheit“ drei der inzwischen entdeckten und erforschten Federsee-Siedlungsfundstätten auf der Liste des Weltkulturerbes der UNESCO (Siedlung Forschner, Alleshausen-Grundwiesen, Alleshausen/Seekirch-Ödenahlen). Über das gesamte archäologische Spektrum informiert das bereits zu Beginn des 20. Jahrhunderts gegründete Federseemuseum in Bad Buchau mit seinen zwölf im Außenbereich zwischen 1998 und 2000 nach modernsten archäologischen Befunden rekonstruierten Moordorf-Häusern.

#### Chronologie der vorgeschichtlichen Kulturabfolge des Federseebeckens
(Stand nach Schlichtherle, 2009 und 2011/12)
Die Zeitangaben sind alle v. Chr. und beziehen sich lokal auf den Federsee, wenn Kulturen dort nicht nachweisbar sind auf Süddeutschland oder Mitteleuropa. Sie basieren lokal auf Pollenbefunden, C14 (Radiokarbonmethode: bei Angabe von Dat. als kalibrierte RC-Einzelmessungen), Thermolumineszenzdatierung und vor allem Dendrochronologie („Dendro“ oder „Dendrodat.“).
An Fundorten werden nur die wichtigsten erwähnt. Die römischen Ziffern an deren Ende bezeichnen verschiedene Grabungsstationen in derselben Gemarkung oder Flur bzw. einem Gewann. Zur genaueren Lokalisierung siehe die Ortsangaben im folgenden Kapitel samt Abbildung.
Abkürzungen:
WKE = Weltkulturerbe der UNESCO
>T = Transgression (Haupt-Überflutungsphase, jeweils Ca.-Beginn)
| Steinzeit Paläolithikum Spät-/Endpaläolithikum - Ca. 11 000 bis 8000 v. Chr. (Alleröd bis Jüngere Dryaszeit): Jäger und Sammler. Zahlreiche Streufunde an Lagerplätzen Mesolithikum (Mittelsteinzeit) Frühes bis mittleres Mesolithikum (Holozän): 8000 bis ca. 5700 v. Chr. - Vermutlich Freilandlager im Sommer und Herbst >T1 ca. 6950 v. Chr. >T2 ca. 6500 v. Chr. >T3 ca. 6300 v. Chr. Endmesolithikum (bis 5400) mit Übergang zum Altneolithikum (5400–5000) - Bad Buchauer Gruppe des Endmesolithikums: Henauhof-Nord II. 5400–5100. Neolithikum Frühneolithikum 5400 bis 4400 A. Altneolithikum 5400 bis 5000 - Linien- (5500–4900) bzw. Stichbandkeramik (4900–4500) fehlen bis auf wenige unsichere Funde: Henauhof-Nord II, 5400–5100. B. Mittelneolithikum 5000 bis 4400 - Bisher keine sicheren Siedlungsbelege - Potentiell: Späte, sog. „Epirössener Gruppe“, die sich mit dem Beginn der „Aichbühler Gruppe“ überschneidet Spätneolithikum 4400 bis 2300 A. Jungneolithikum 4400 bis 3500 - 4800–4400 v. Chr.: Späte „Rössener Kultur“?: Scherbenfunde noch ohne Behausungsnachweis: möglicherweise Henauhof I? >T4 ca. 4300 v. Chr. - 4200–4000 v. Chr.: „Aichbühler Gruppe“: Erste Siedlungsbefunde Aichbühl (Dat. 4229), Riedschachen I: erste Hausbefunde - 3950–3870 v. Chr.: Schussenrieder Gruppe: Taubried, Alleshausen-Hartöschle, Bachwiesen I, Riedschachen II (Dat. 3920/3916) >T5 ca. 3900 v. Chr. - 3700–3600 v. Chr.: „Pfyn-Altheimer Kultur“: Alleshausen/Seekirch-Ödenahlen (Dendrodat. 3700–3688) WKE >T6 ca. 3700 v. Chr. B. Endneolithikum 3500 bis 2300 - 3300–2800 v. Chr.: „Horgener Kultur“: Torwiesen II (Dendrodat. 3283–3279), Bachwiesen III (Dendrodat. 3334), Dullenried - 2900–2700 (?) v. Chr.: „Goldberg-III-Gruppe“: Seekirch-Stockwiesen (Dat. 2900), Alleshausen-Grundwiesen (Dendrodat. 2900–2800 v. Chr.) WKE >T7 ca. 2700 v. Chr. - Schnurkeramik und Glockenbecher-Kultur. Keine Belege am Federsee. Übergang zur frühen Bronzezeit. Erste große Siedlungslücke: Endneolithikum bis Frühbronzezeit Metallzeit Bronzezeit Ab ca. 2300 bis 800 v. Chr. bei regional starken Schwankungen - Um 1767–1481 v. Chr. (Dendrodat.): Frühe und mittlere Bronzezeit/Hügelgräberkultur: Siedlung Forschner WKE >T8 ca. 1500 v. Chr. Zweite große Siedlungslücke: Mittelbronzezeit bis Urnenfelderkultur - Um 1058–862 v. Chr. (Dendrodat.): Späte Bronzezeit/Urnenfelderkultur: Wasserburg Buchau >T9 ca. 800 v. Chr. Ende der eigentlichen Moorbesiedelung (Feuchtbodensiedlungen). Siedlungen auf mineralischen Böden (Inseln, Ufer) bestehen in der Metallzeit weiter. Eisenzeit Ab ca. 800 v. Chr. - 721–621 Jh. v. Chr. (Dendrodat.): Hallstatt D (frühe Kelten): Oggelshausen-Bruckgraben (nur Fischfangstation), Hauptsiedlung vermutlich unter Bad Buchau. Auf den südwestlichen Hügeln fanden sich 15 Hügelgräber, im südlichen Ried dazu mehrere Fischzäune und Bohlenwege sowie Keramik bei Seekirch und Bad Buchau, - Latènekultur: Evtl. Reste unter Bad Buchau möglicherweise lokalisiert (Bohlenweg). Einzelfunde am Vollochhof Nord (Armreif), Depots bei Kappel-Schatzwiesen, Henauhof und Bad Buchau, Keramik an der Schussenquelle. Die nachweisbare prähistorische Besiedelung des eigentlichen Federseebeckens (Ried) endet danach; doch war das Beckenrandgebiet offenbar bis um 500/700 n. Chr. weiter sporadisch besiedelt mit Übergang zu kontinuierlichen Siedlungen am Beckenrand. Das Ried selbst im Becken blieb jedoch weiterhin siedlungsfrei. >T10 ca. Zeitenwende Historische Zeit Römer, Alamannen, Merowinger. Ab 700 n. Chr. ist im Bereich von Bad Buchau ein alamannischer Adelshof nachweisbar, siebzig Jahre später ein Nonnenkloster. |

### Tourismus

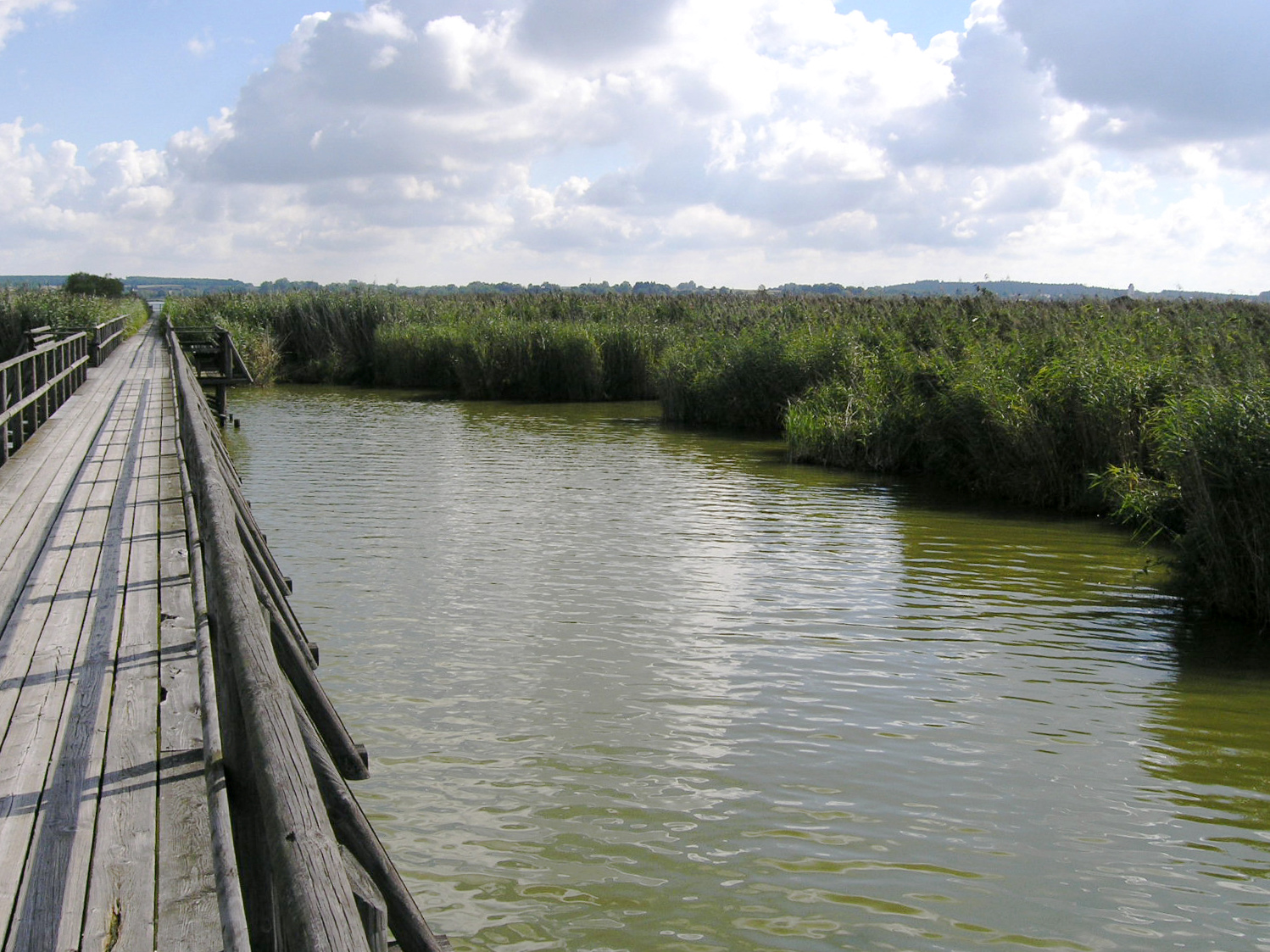
Der Federseesteg

Das Federseegebiet profitiert hier vor allem von den beiden oben genannten Bereichen, also Natur- und Vogelschutz (Europareservat Federsee) sowie den teilweise als UNESCO-Welterbe ausgewiesenen vorgeschichtlichen archäologischen Stätten. Als Grundprinzip gilt der sog. Sanfte Tourismus.
Da durch den Schilf- und Moorgürtel fast nirgends ein direkter Zugang zum offenen Wasser möglich ist, gibt es in Bad Buchau den 1,5 Kilometer langen Federseesteg, der vom Parkplatz des Federseemuseums durch das Schilf bis zum offenen Wasser führt, wo sich eine Beobachtungsplattform befindet. Außerdem führt vom Parkplatz des Federseemuseums ein Steg durch das nach Walter Staudacher, einem Pionier der Federsee-Archäologie benannte Banngebiet nach Moosburg. Dem Wasser am nächsten liegt Tiefenbach. Wenn der nur etwa zwei Meter tiefe Federsee im Winter gefroren ist, kann man von Tiefenbach zum Federseesteg nach Bad Buchau laufen. Rund um den Federsee führt ein Rad- und Wanderweg mit einer Länge von ca. 20 km.
Die Federseebahn, das Federseemuseum und das NABU-Naturschutzzentrum in Bad Buchau bieten weitere Möglichkeiten. Seit dem 1. April 2004 gibt es eine neue Anlaufadresse für Archäologie-Interessierte: den neuen ArchäoPark Federsee, wo das Federseemuseum Bad Buchau und die frisch ausgebaute Bachritterburg Kanzach Freilichtszenarien von der Altsteinzeit bis zum späten Mittelalter zeigen, darunter eine komplett und nach neuesten archäologischen Erkenntnissen rekonstruierte Feuchtbodensiedlung.
Weitere Schwerpunkte des Gebiets sind seine heilklimatischen Eigenschaften mit zahlreichen medizinischen Kur- und Reha-Einrichtungen, die auch Moortherapien anbieten. Bad Buchau ist entsprechend zugleich Heilbad.